# Transoriëntale Rally
De Transoriëntale Rally is een rally verreden in 2008. Het was een onofficiële vervanging voor de afgelaste Dakar-rally 2008. De rally werd geleid en georganiseerd door race director René Metge.

## Parcours
De start vond plaats op 12 juni 2008 in Sint-Petersburg (Rusland), waarbij de 238 deelnemers een 17 dagen lange rally reden door Rusland, Kazachstan en China, waarna men op 28 juni in Peking de finish bereikte.
| Etappe | Datum   | Van               | Naar              | Special Stage     | Verbinding        | Totale afstand    |
| ------ | ------- | ----------------- | ----------------- | ----------------- | ----------------- | ----------------- |
| 1      | 12 juni | Sint-Petersburg   | Rogatsjovo        | 71 km             | 763 km            | 834 km            |
| 2      | 13 juni | Rogatsjovo        | Petrovski         | 92 km             | 644 km            | 736 km            |
| 3      | 14 juni | Petrovski         | Jelaboega         | 152 km            | 422 km            | 574 km            |
| 4      | 15 juni | Jelaboega         | Mrakovo           | 123 km            | 570 km            | 693 km            |
| 5      | 16 juni | Mrakovo           | Bogetsay          | 294 km            | 336 km            | 630 km            |
| 6      | 17 juni | Bogetsay          | Arkalyk           | 327 km            | 378 km            | 705 km            |
| 7      | 18 juni | Arkalyk           | Astana            | 322 km            | 370 km            | 692 km            |
| 8      | 19 juni | Astana            | Ayagöz            | 446 km            | 283 km            | 729 km            |
| 9      | 20 juni | Ayagöz            | Karamay           | 82 km             | 446 km            | 528 km            |
| 10     | 21 juni | Karamay           | Turpan            | 341 km            | 441 km            | 782 km            |
| -      | 22 juni | Rustdag in Turpan | Rustdag in Turpan | Rustdag in Turpan | Rustdag in Turpan | Rustdag in Turpan |
| 11     | 23 juni | Turpan            | Hami              | 414 km            | 99 km             | 513 km            |
| 12     | 24 juni | Hami              | Qingyuan          | 436 km            | 291 km            | 727 km            |
| 13     | 25 juni | Qingyuan          | Alxa Youqi        | 286 km            | 350 km            | 636 km            |
| 14     | 26 juni | Alxa Youqi        | Bayan Hot         | 202 km            | 387 km            | 589 km            |
| 15     | 27 juni | Bayan Hot         | Hohhot            | 121 km            | 619 km            | 740 km            |
| 16     | 28 juni | Hohhot            | Peking            | 0 km              | 616 km            | 616 km            |

### Afstanden
| Soort         | Afstand  |
| ------------- | -------- |
| Verbinding    | 7015 km  |
| Special Stage | 3709 km  |
| Totaal        | 10724 km |

## Deelnemers

### Aantal deelnemers
Onderstaande tabel laat zien hoeveel deelnemers er aan de start stonden, hoeveel er op de rustdag nog over waren, en hoeveel uiteindelijk de eindstreep haalden.
| Moment        | Motoren | Quads | Auto's | Trucks | Totaal |
| ------------- | ------- | ----- | ------ | ------ | ------ |
| Ingeschreven  | 56      | 2     | 50     | 32     | 140    |
| Aan de Start  | 56      | 2     | 50     | 32     | 140    |
| Na etappe 1   | 56      | 2     | 48     | 31     | 137    |
| Na etappe 2   | 54      | 2     | 48     | 31     | 135    |
| Na etappe 3   | 54      | 2     | 48     | 31     | 135    |
| Na etappe 4   | 54      | 2     | 47     | 31     | 134    |
| Na etappe 5   | 52      | 2     | 45     | 30     | 129    |
| Na etappe 6   | ?       | 2     | ?      | ?      | ?      |
| Na etappe 7   | ?       | 2     | ?      | ?      | ?      |
| Na etappe 8   | ?       | 2     | ?      | ?      | ?      |
| Na etappe 9   | ?       | 2     | ?      | ?      | ?      |
| Rustdag       | ?       | 2     | ?      | ?      | ?      |
| Na etappe 11  | ?       | 2     | ?      | ?      | ?      |
| Na etappe 12  | 47      | 2     | 38     | 21     | 108    |
| Na etappe 13  | ?       | ?     | ?      | ?      | ?      |
| Na etappe 14  | 42      | 1     | 36     | 17     | 96     |
| Na etappe 15  | 37      | 1     | 30     | 14     | 82     |
| Aan de Finish | 37      | 1     | 30     | 14     | 82     |

### Belangrijkste deelnemers

#### Motoren
| Constructeur | Nummer | Rijder                  | Model   | Team        |
| ------------ | ------ | ----------------------- | ------- | ----------- |
| KTM          | 1      | Pål Anders Ullevålseter | KTM 690 | Scandinavia |

#### Auto's
| Constructeur | Nummer | Rijder                                | Model           | Team                |
| ------------ | ------ | ------------------------------------- | --------------- | ------------------- |
| Schlesser    | 201    | José Luis Monterde Jean-Marie Lurquin | Schlesser DSC16 | Schlesser Aventures |

#### Trucks
| Constructeur | Nummer | Rijder                                                                                | Model                 | Team         |
| ------------ | ------ | ------------------------------------------------------------------------------------- | --------------------- | ------------ |
| MAN          | 400    | Hans Stacey Charly Gotlib Bernard der Kinderen                                        | MAN TGA 18.480 4×4 BB | MAN Rally    |
| MAN          | 409    | Philippe Jacquot William Alcaraz Michel Didienne                                      | MAN VASP 7T620        | MAN Rally    |
| Kamaz        | 401    | Vladimir Gennádevich Chágin Sergey Gennádevich Savostin Eduard Valentínovich Nikoláev | Kamaz 4326-9          | Kamaz-Master |
| Kamaz        | 403    | Firdaus Zaripovich Kabírov Aydar Belyaev Raisovich Andrey Viktorovich Mokeev          | Kamaz 4326-9          | Kamaz-Master |
| Kamaz        | 412    | Ilghizar Sargsyan Mardeev Vyacheslav Viktorovich Mizyukaev Andrei Olégovich Kargínov  | Kamaz 4326-9          | Kamaz-Master |
| Iveco        | 404    | Gerard de Rooy Tom Colsoul Arno Slaats                                                | GINAF X2223 4×4       | De Rooy 2008 |

## Etappe 1: Sint-Petersburg-Rogatsjovo
| Motoren | Quads | Auto's | Trucks | Totaal |
| ------- | ----- | ------ | ------ | ------ |
| 0       | 0     | 2      | 1      | 3      |

Eric Vigouroux begon de rally met een ongeluk.

### Motoren
| Etappe | Etappe                      | Etappe | Etappe   |
| Pos.   | Coureur                     | Tijd   | Verschil |
| ------ | --------------------------- | ------ | -------- |
| 1      | Pål Anders Ullevålseter KTM | 47:29  | -        |
| 2      | Jaroslav Katriňák KTM       | 47:30  | 0:01     |
| 3      | Marco Borsi KTM             | 50:37  | 3:08     |
| 4      | Dušan Randýsek Yamaha       | 52:47  | 5:18     |
| 5      | Alexsey Kolomytsyn KTM      | 53:06  | 5:37     |
| 6      | Willy Jobard KTM            | 54:07  | 6:38     |
| 7      | Simon Pavey BMW             | 55:30  | 8:01     |
| 8      | Mustafa Kemal Merkit KTM    | 55:56  | 9:27     |
| 9      | Bob Coerse KTM              | 56:55  | 9:26     |
| 10     | Claudio Pederzoli Yamaha    | 57:10  | 9:41     |

| Klassement | Klassement                  | Klassement | Klassement |
| Pos.       | Coureur                     | Tijd       | Verschil   |
| ---------- | --------------------------- | ---------- | ---------- |
| 1          | Pål Anders Ullevålseter KTM | 47:29      | -          |
| 2          | Jaroslav Katriňák KTM       | 47:30      | 0:01       |
| 3          | Marco Borsi KTM             | 50:37      | 3:08       |
| 4          | Dušan Randýsek Yamaha       | 52:47      | 5:18       |
| 5          | Alexsey Kolomytsyn KTM      | 53:06      | 5:37       |
| 6          | Willy Jobard KTM            | 54:07      | 6:38       |
| 7          | Simon Pavey BMW             | 55:30      | 8:01       |
| 8          | Mustafa Kemal Merkit KTM    | 55:56      | 9:27       |
| 9          | Bob Coerse KTM              | 56:55      | 9:26       |
| 10         | Claudio Pederzoli Yamaha    | 57:10      | 9:41       |

### Quads
| Etappe | Etappe                    | Etappe  | Etappe   |
| Pos.   | Coureur                   | Tijd    | Verschil |
| ------ | ------------------------- | ------- | -------- |
| 1      | Josef Macháček Yamaha     | 1:01:23 | -        |
| 2      | Jean-Pascal Cuerel Yamaha | 1:17:06 | 15:43    |

| Klassement | Klassement                | Klassement | Klassement |
| Pos.       | Coureur                   | Tijd       | Verschil   |
| ---------- | ------------------------- | ---------- | ---------- |
| 1          | Josef Macháček Yamaha     | 1:01:23    | -          |
| 2          | Jean-Pascal Cuerel Yamaha | 1:17:06    | 15:43      |

### Auto's
| Etappe | Etappe                       | Etappe | Etappe   |
| Pos.   | Coureur                      | Tijd   | Verschil |
| ------ | ---------------------------- | ------ | -------- |
| 1      | José Luis Monterde Schlesser | 47:59  | -        |
| 2      | Matthias Kahle Honda         | 48:37  | 0:38     |
| 3      | François Delecour SMG        | 50:15  | 2:16     |
| 4      | Nicolas Gibon Bowler         | 50:35  | 2:36     |
| 5      | Māris Saukāns Oscar          | 51:58  | 3:59     |
| 6      | Jérôme Pélichet Bowler       | 54:27  | 6:28     |
| 7      | Frédéric Vivier Bat Buggy    | 54:49  | 6:50     |
| 8      | Michele De Nora Nissan       | 57:37  | 9:38     |
| 9      | Patrick Martin Bowler        | 58:11  | 10:12    |
| 10     | Xu Lang Zhengzhou            | 59:37  | 11:38    |

| Klassement | Klassement                   | Klassement | Klassement |
| Pos.       | Coureur                      | Tijd       | Verschil   |
| ---------- | ---------------------------- | ---------- | ---------- |
| 1          | José Luis Monterde Schlesser | 47:59      | -          |
| 2          | Matthias Kahle Honda         | 48:37      | 0:38       |
| 3          | François Delecour SMG        | 50:15      | 2:16       |
| 4          | Nicolas Gibon Bowler         | 50:35      | 2:36       |
| 5          | Māris Saukāns Oscar          | 51:58      | 3:59       |
| 6          | Jérôme Pélichet Bowler       | 54:27      | 6:28       |
| 7          | Frédéric Vivier Bat Buggy    | 54:49      | 6:50       |
| 8          | Michele De Nora Nissan       | 57:37      | 9:38       |
| 9          | Patrick Martin Bowler        | 58:11      | 10:12      |
| 10         | Xu Lang Zhengzhou            | 59:37      | 11:38      |

### Trucks
| Etappe | Etappe                            | Etappe  | Etappe   |
| Pos.   | Coureur                           | Tijd    | Verschil |
| ------ | --------------------------------- | ------- | -------- |
| 1      | Gerard de Rooy Iveco              | 51:18   | -        |
| 2      | Hans Stacey MAN                   | 52:48   | 1:30     |
| 3      | Firdaus Zaripovich Kabírov Kamaz  | 52:54   | 1:36     |
| 4      | Vladimir Gennádevich Chágin Kamaz | 54:15   | 2:57     |
| 5      | Hugo Duisters GINAF               | 56:34   | 5:16     |
| 6      | Hans Bekx DAF                     | 57:09   | 5:51     |
| 7      | Franz Echter MAN                  | 59:33   | 8:15     |
| 8      | Pep Vila Roca Mercedes            | 59:59   | 8:41     |
| 9      | Ilghizar Sargsyan Mardeev Kamaz   | 1:00:43 | 9:25     |
| 10     | Philippe Jacquot MAN              | 1:04:37 | 13:19    |

| Klassement | Klassement                        | Klassement | Klassement |
| Pos.       | Coureur                           | Tijd       | Verschil   |
| ---------- | --------------------------------- | ---------- | ---------- |
| 1          | Gerard de Rooy Iveco              | 51:18      | -          |
| 2          | Hans Stacey MAN                   | 52:48      | 1:30       |
| 3          | Firdaus Zaripovich Kabírov Kamaz  | 52:54      | 1:36       |
| 4          | Vladimir Gennádevich Chágin Kamaz | 54:15      | 2:57       |
| 5          | Hugo Duisters GINAF               | 56:34      | 5:16       |
| 6          | Hans Bekx DAF                     | 57:09      | 5:51       |
| 7          | Franz Echter MAN                  | 59:33      | 8:15       |
| 8          | Pep Vila Roca Mercedes            | 59:59      | 8:41       |
| 9          | Ilghizar Sargsyan Mardeev Kamaz   | 1:00:43    | 9:25       |
| 10         | Philippe Jacquot MAN              | 1:04:37    | 13:19      |

## Etappe 2: Rogatsjovo-Petrovski
| Motoren | Quads | Auto's | Trucks | Totaal |
| ------- | ----- | ------ | ------ | ------ |
| 2       | 0     | 0      | 0      | 2      |

### Motoren
| Etappe | Etappe                      | Etappe  | Etappe   |
| Pos.   | Coureur                     | Tijd    | Verschil |
| ------ | --------------------------- | ------- | -------- |
| 1      | Jaroslav Katriňák KTM       | 1:15:43 | -        |
| 2      | Pål Anders Ullevålseter KTM | 1:15:49 | 0:06     |
| 3      | Alexsey Kolomytsyn KTM      | 1:17:03 | 1:20     |
| 4      | Fabrizio Mugnaioli KTM      | 1:20:07 | 4:24     |
| 5      | Dušan Randýsek Yamaha       | 1:20:28 | 4:45     |
| 6      | Marco Borsi KTM             | 1:21:02 | 5:19     |
| 7      | Bob Coerse KTM              | 1:24:36 | 8:53     |
| 8      | Willy Jobard KTM            | 1:25:42 | 9:59     |
| 9      | Mustafa Kemal Merkit KTM    | 1:26:37 | 10:54    |
| 10     | Nicolas Boyer Honda         | 1:27:20 | 11:37    |

| Klassement | Klassement                  | Klassement | Klassement |
| Pos.       | Coureur                     | Tijd       | Verschil   |
| ---------- | --------------------------- | ---------- | ---------- |
| 1 1        | Jaroslav Katriňák KTM       | 2:03:13    | -          |
| 2 1        | Pål Anders Ullevålseter KTM | 2:03:18    | 0:05       |
| 3 2        | Alexsey Kolomytsyn KTM      | 2:10:09    | 6:56       |
| 4 1        | Marco Borsi KTM             | 2:11:39    | 8:26       |
| 5 1        | Dušan Randýsek Yamaha       | 2:13:15    | 10:02      |
| 6          | Willy Jobard KTM            | 2:19:49    | 16:36      |
| 7 2        | Bob Coerse KTM              | 2:21:31    | 18:18      |
| 8          | Mustafa Kemal Merkit KTM    | 2:22:33    | 19:20      |
| 9 19       | Fabrizio Mugnaioli KTM      | 2:25:25    | 22:12      |
| 10         | Claudio Pederzoli Yamaha    | 2:26:52    | 23:39      |

### Quads
| Etappe | Etappe                    | Etappe   | Etappe   |
| Pos.   | Coureur                   | Tijd     | Verschil |
| ------ | ------------------------- | -------- | -------- |
| 1      | Josef Macháček Yamaha     | 1:32:13  | -        |
| 2      | Jean-Pascal Cuerel Yamaha | 11:19:00 | 9:46:47  |

| Klassement | Klassement                | Klassement | Klassement |
| Pos.       | Coureur                   | Tijd       | Verschil   |
| ---------- | ------------------------- | ---------- | ---------- |
| 1          | Josef Macháček Yamaha     | 2:33:36    | -          |
| 2          | Jean-Pascal Cuerel Yamaha | 15:36:06   | 13:02:30   |

### Auto's
| Etappe | Etappe                       | Etappe | Etappe   |
| Pos.   | Coureur                      | Tijd   | Verschil |
| ------ | ---------------------------- | ------ | -------- |
| 1      | Eric Vigouroux Chevrolet     | 45:24  | -        |
| 2      | Matthias Kahle Honda         | 48:03  | 2:39     |
| 3      | José Luis Monterde Schlesser | 48:28  | 3:04     |
| 4      | Nicolas Gibon Bowler         | 49:25  | 4:01     |
| 5      | Māris Saukāns Oscar          | 49:46  | 4:22     |
| 6      | François Delecour SMG        | 50:02  | 4:38     |
| 7      | Frédéric Vivier Bat Buggy    | 50:32  | 5:08     |
| 8      | Ronn Bailey Chevrolet        | 52:57  | 7:33     |
| 9      | Jérôme Pélichet Bowler       | 54:00  | 8:36     |
| 10     | Xu Lang Zhengzhou            | 54:55  | 9:31     |

| Klassement | Klassement                   | Klassement | Klassement |
| Pos.       | Coureur                      | Tijd       | Verschil   |
| ---------- | ---------------------------- | ---------- | ---------- |
| 1          | José Luis Monterde Schlesser | 1:36:27    | -          |
| 2          | Matthias Kahle Honda         | 1:36:40    | 0:13       |
| 3 1        | Nicolas Gibon Bowler         | 1:40:00    | 3:33       |
| 4 1        | François Delecour SMG        | 1:40:17    | 3:50       |
| 5          | Māris Saukāns Oscar          | 1:41:44    | 5:17       |
| 6 1        | Frédéric Vivier Bat Buggy    | 1:45:21    | 8:54       |
| 7 1        | Jérôme Pélichet Bowler       | 1:48:27    | 12:00      |
| 8 5        | Ronn Bailey Chevrolet        | 1:52:57    | 16:30      |
| 9 1        | Xu Lang Zhengzhou            | 1:54:32    | 18:05      |
| 10 1       | Christian Barbier Mitsubishi | 1:58:15    | 21:48      |

### Trucks
| Etappe | Etappe                            | Etappe  | Etappe   |
| Pos.   | Coureur                           | Tijd    | Verschil |
| ------ | --------------------------------- | ------- | -------- |
| 1      | Vladimir Gennádevich Chágin Kamaz | 49:03   | -        |
| 2      | Hans Stacey MAN                   | 49:17   | 0:14     |
| 3      | Firdaus Zaripovich Kabírov Kamaz  | 51:47   | 2:44     |
| 4      | Hans Bekx DAF                     | 52:18   | 3:15     |
| 5      | Hugo Duisters GINAF               | 52:19   | 3:16     |
| 6      | Ilghizar Sargsyan Mardeev Kamaz   | 54:53   | 5:50     |
| 7      | Pep Vila Roca Mercedes            | 56:42   | 7:39     |
| 8      | Gerard de Rooy Iveco              | 57:50   | 8:47     |
| 9      | Franz Echter MAN                  | 57:58   | 8:55     |
| 10     | Giacomo Paccani Mercedes          | 1:02:12 | 13:09    |

| Klassement | Klassement                        | Klassement | Klassement |
| Pos.       | Coureur                           | Tijd       | Verschil   |
| ---------- | --------------------------------- | ---------- | ---------- |
| 1 1        | Hans Stacey MAN                   | 1:42:05    | -          |
| 2 2        | Vladimir Gennádevich Chágin Kamaz | 1:43:18    | 1:13       |
| 3          | Firdaus Zaripovich Kabírov Kamaz  | 1:44:41    | 2:36       |
| 4 1        | Hugo Duisters GINAF               | 1:48:53    | 6:48       |
| 5 4        | Gerard de Rooy Iveco              | 1:49:08    | 7:03       |
| 6          | Hans Bekx DAF                     | 1:49:27    | 7:22       |
| 7 2        | Ilghizar Sargsyan Mardeev Kamaz   | 1:55:36    | 13:31      |
| 8          | Pep Vila Roca Mercedes            | 1:56:41    | 14:36      |
| 9 2        | Franz Echter MAN                  | 1:57:31    | 15:26      |
| 10         | Philippe Jacquot MAN              | 2:09:20    | 27:15      |

## Etappe 3: Petrovski-Jelaboega
| Motoren | Quads | Auto's | Trucks | Totaal |
| ------- | ----- | ------ | ------ | ------ |
| 0       | 0     | 0      | 0      | 0      |

Na hevige regen op dag 2 werd de special stage op dag 3 geannuleerd wegens een te drassige route.

## Etappe 4: Jelaboega-Mrakovo
| Motoren | Quads | Auto's | Trucks | Totaal |
| ------- | ----- | ------ | ------ | ------ |
| 0       | 0     | 1      | 0      | 1      |

De motoren reden de volledige lengte van de special, maar bij de auto's en trucks werd de etappe ingekort.

### Motoren
| Etappe | Etappe                      | Etappe  | Etappe   |
| Pos.   | Coureur                     | Tijd    | Verschil |
| ------ | --------------------------- | ------- | -------- |
| 1      | Jaroslav Katriňák KTM       | 1:37:45 | -        |
| 2      | Pål Anders Ullevålseter KTM | 1:46:38 | 8:53     |
| 3      | Marco Borsi KTM             | 1:48:49 | 11:04    |
| 4      | Mustafa Kemal Merkit KTM    | 1:53:43 | 15:58    |
| 5      | Dominique Robin KTM         | 1:54:49 | 17:04    |
| 6      | Fabrizio Mugnaioli KTM      | 1:57:13 | 19:28    |
| 7      | Eric Palante Honda          | 1:57:58 | 20:13    |
| 8      | Bob Coerse KTM              | 2:00:14 | 22:29    |
| 9      | Serge Gelebart KTM          | 2:00:43 | 22:58    |
| 10     | Robert van Olst KTM         | 2:01:00 | 23:15    |

| Klassement | Klassement                  | Klassement | Klassement |
| Pos.       | Coureur                     | Tijd       | Verschil   |
| ---------- | --------------------------- | ---------- | ---------- |
| 1          | Jaroslav Katriňák KTM       | 3:40:58    | -          |
| 2          | Pål Anders Ullevålseter KTM | 4:09:56    | 28:58      |
| 3 2        | Dušan Randýsek Yamaha       | 4:18:19    | 37:21      |
| 4          | Marco Borsi KTM             | 4:20:28    | 39:30      |
| 5 2        | Bob Coerse KTM              | 4:21:45    | 40:47      |
| 6 3        | Fabrizio Mugnaioli KTM      | 4:22:38    | 41:40      |
| 7 3        | Claudio Pederzoli Yamaha    | 4:29:36    | 48:38      |
| 8 9        | Robert van Olst KTM         | 4:36:16    | 55:18      |
| 9 13       | Dominique Robin KTM         | 4:36:48    | 55:50      |
| 10 2       | Marcel Pronk Honda          | 4:38:56    | 57:58      |

### Quads
| Etappe | Etappe                    | Etappe  | Etappe   |
| Pos.   | Coureur                   | Tijd    | Verschil |
| ------ | ------------------------- | ------- | -------- |
| 1      | Josef Macháček Yamaha     | 2:03:51 | -        |
| 2      | Jean-Pascal Cuerel Yamaha | 2:31:36 | 27:45    |

| Klassement | Klassement                | Klassement | Klassement |
| Pos.       | Coureur                   | Tijd       | Verschil   |
| ---------- | ------------------------- | ---------- | ---------- |
| 1          | Josef Macháček Yamaha     | 6:57:27    | -          |
| 2          | Jean-Pascal Cuerel Yamaha | 18:30:42   | 11:33:15   |

### Auto's
| Etappe | Etappe                       | Etappe | Etappe   |
| Pos.   | Coureur                      | Tijd   | Verschil |
| ------ | ---------------------------- | ------ | -------- |
| 1      | Māris Saukāns Oscar          | 31:22  | -        |
| 2      | François Delecour SMG        | 31:53  | 0:31     |
| 3      | José Luis Monterde Schlesser | 32:18  | 0:56     |
| 4      | Nicolas Gibon Bowler         | 32:47  | 1:25     |
| 5      | Xu Lang Zhengzhou            | 34:11  | 2:49     |
| 6      | Philippe Gallois Volkswagen  | 34:16  | 2:54     |
| 7      | Matthias Kahle Honda         | 34:26  | 3:04     |
| 8      | Jérôme Pélichet Bowler       | 34:38  | 3:16     |
| 8      | Carlos Oliveira Zhengzhou    | 34:38  | 3:16     |
| 10     | Qingxian Hua Mitsubishi      | 34:42  | 3:20     |

| Klassement | Klassement                   | Klassement | Klassement |
| Pos.       | Coureur                      | Tijd       | Verschil   |
| ---------- | ---------------------------- | ---------- | ---------- |
| 1          | José Luis Monterde Schlesser | 2:08:45    | -          |
| 2          | Matthias Kahle Honda         | 2:11:06    | 2:21       |
| 3 1        | François Delecour SMG        | 2:12:10    | 3:25       |
| 4 1        | Nicolas Gibon Bowler         | 2:12:47    | 4:02       |
| 5          | Māris Saukāns Oscar          | 2:13:06    | 4:21       |
| 6          | Frédéric Vivier Bat Buggy    | 2:21:29    | 12:44      |
| 7          | Jérôme Pélichet Bowler       | 2:23:05    | 14:20      |
| 8 1        | Xu Lang Zhengzhou            | 2:28:43    | 19:58      |
| 9 1        | Christian Barbier Mitsubishi | 2:34:28    | 25:43      |
| 10 2       | Ronn Bailey Chevrolet        | 2:35:01    | 26:16      |

### Trucks
| Etappe | Etappe                            | Etappe | Etappe   |
| Pos.   | Coureur                           | Tijd   | Verschil |
| ------ | --------------------------------- | ------ | -------- |
| 1      | Gerard de Rooy Iveco              | 31:08  | -        |
| 2      | Firdaus Zaripovich Kabírov Kamaz  | 31:38  | 0:30     |
| 3      | Vladimir Gennádevich Chágin Kamaz | 33:23  | 2:15     |
| 4      | Yakov Mekthiev MAN                | 33:47  | 2:39     |
| 5      | Ilghizar Sargsyan Mardeev Kamaz   | 33:50  | 2:42     |
| 6      | Franz Echter MAN                  | 34:29  | 3:21     |
| 7      | Hans Bekx DAF                     | 35:06  | 3:58     |
| 8      | Hans Stacey MAN                   | 35:38  | 4:30     |
| 9      | Pep Vila Roca Mercedes            | 37:24  | 6:16     |
| 10     | Martin Macík Sr. Liaz             | 38:56  | 7:48     |

| Klassement | Klassement                        | Klassement | Klassement |
| Pos.       | Coureur                           | Tijd       | Verschil   |
| ---------- | --------------------------------- | ---------- | ---------- |
| 1 2        | Firdaus Zaripovich Kabírov Kamaz  | 2:16:19    | -          |
| 2          | Vladimir Gennádevich Chágin Kamaz | 2:16:41    | 0:22       |
| 3 2        | Hans Stacey MAN                   | 2:17:43    | 1:24       |
| 4 1        | Gerard de Rooy Iveco              | 2:20:16    | 3:57       |
| 5 1        | Hans Bekx DAF                     | 2:24:33    | 8:14       |
| 6 1        | Ilghizar Sargsyan Mardeev Kamaz   | 2:29:26    | 13:07      |
| 7 2        | Franz Echter MAN                  | 2:32:00    | 15:41      |
| 8          | Pep Vila Roca Mercedes            | 2:34:05    | 17:46      |
| 9 5        | Hugo Duisters GINAF               | 2:47:41    | 31:22      |
| 10         | Philippe Jacquot MAN              | 2:48:29    | 32:10      |

## Etappe 5: Mrakovo-Bogetsay
| Motoren | Quads | Auto's | Trucks | Totaal |
| ------- | ----- | ------ | ------ | ------ |
| 2       | 0     | 2      | 1      | 5      |

### Motoren
| Etappe | Etappe                      | Etappe  | Etappe   |
| Pos.   | Coureur                     | Tijd    | Verschil |
| ------ | --------------------------- | ------- | -------- |
| 1      | Alexsey Kolomytsyn KTM      | 1:40:26 | -        |
| 2      | Pål Anders Ullevålseter KTM | 1:48:37 | 8:11     |
| 3      | Jaroslav Katriňák KTM       | 1:50:38 | 10:12    |
| 4      | Dušan Randýsek Yamaha       | 1:55:06 | 14:40    |
| 5      | Fabrizio Mugnaioli KTM      | 1:56:05 | 15:39    |
| 6      | Marcel Pronk Honda          | 1:58:42 | 18:16    |
| 7      | Willy Jobard KTM            | 2:01:46 | 21:20    |
| 8      | Arnaud Jacquard KTM         | 2:02:28 | 22:02    |
| 9      | Dominique Robin KTM         | 2:02:52 | 22:26    |
| 10     | Simon Pavey BMW             | 2:04:30 | 24:04    |

| Klassement | Klassement                  | Klassement | Klassement |
| Pos.       | Coureur                     | Tijd       | Verschil   |
| ---------- | --------------------------- | ---------- | ---------- |
| 1          | Jaroslav Katriňák KTM       | 5:31:36    | -          |
| 2          | Pål Anders Ullevålseter KTM | 5:58:33    | 26:57      |
| 3          | Dušan Randýsek Yamaha       | 6:13:25    | 41:49      |
| 4 2        | Fabrizio Mugnaioli KTM      | 6:18:43    | 47:07      |
| 5          | Bob Coerse KTM              | 6:32:44    | 1:01:08    |
| 6 8        | Alexsey Kolomytsyn KTM      | 6:37:21    | 1:05:45    |
| 7 3        | Marcel Pronk Honda          | 6:37:38    | 1:06:02    |
| 8 1        | Dominique Robin KTM         | 6:39:40    | 1:08:04    |
| 9 1        | Robert van Olst KTM         | 6:45:40    | 1:14:04    |
| 10 1       | Ragnar Katerbau KTM         | 6:52:39    | 1:21:03    |

### Quads
| Etappe | Etappe                    | Etappe  | Etappe   |
| Pos.   | Coureur                   | Tijd    | Verschil |
| ------ | ------------------------- | ------- | -------- |
| 1      | Josef Macháček Yamaha     | 2:09:50 | -        |
| 2      | Jean-Pascal Cuerel Yamaha | 2:31:59 | 22:09    |

| Klassement | Klassement                | Klassement | Klassement |
| Pos.       | Coureur                   | Tijd       | Verschil   |
| ---------- | ------------------------- | ---------- | ---------- |
| 1          | Josef Macháček Yamaha     | 9:07:17    | -          |
| 2          | Jean-Pascal Cuerel Yamaha | 21:02:41   | 11:55:24   |

### Auto's
| Etappe | Etappe                       | Etappe  | Etappe   |
| Pos.   | Coureur                      | Tijd    | Verschil |
| ------ | ---------------------------- | ------- | -------- |
| 1      | Nicolas Gibon Bowler         | 1:43:23 | -        |
| 2      | Māris Saukāns Oscar          | 1:43:50 | 0:27     |
| 3      | José Luis Monterde Schlesser | 1:46:45 | 3:22     |
| 4      | Frédéric Vivier Bat Buggy    | 1:52:59 | 9:36     |
| 5      | Bernard Anquetil Nissan      | 1:53:47 | 10:24    |
| 6      | Ronan Chabot Toyota          | 1:54:58 | 11:35    |
| 7      | Christian Barbier Mitsubishi | 1:55:25 | 12:02    |
| 8      | Jérôme Pélichet Bowler       | 1:56:28 | 13:05    |
| 9      | Laurent Charbonnel Toyota    | 1:58:17 | 14:54    |
| 10     | Qingxian Hua Mitsubishi      | 1:59:10 | 15:47    |

| Klassement | Klassement                   | Klassement | Klassement |
| Pos.       | Coureur                      | Tijd       | Verschil   |
| ---------- | ---------------------------- | ---------- | ---------- |
| 1          | José Luis Monterde Schlesser | 3:55:30    | -          |
| 2 2        | Nicolas Gibon Bowler         | 3:56:10    | 0:40       |
| 3 2        | Māris Saukāns Oscar          | 3:56:56    | 1:26       |
| 4 2        | Frédéric Vivier Bat Buggy    | 4:14:28    | 18:58      |
| 5 3        | Matthias Kahle Honda         | 4:14:40    | 19:10      |
| 6 1        | Jérôme Pélichet Bowler       | 4:19:33    | 24:03      |
| 7 2        | Christian Barbier Mitsubishi | 4:29:53    | 34:23      |
| 8 3        | Ronan Chabot Toyota          | 4:30:55    | 35:25      |
| 9 5        | Bernard Anquetil Nissan      | 4:32:24    | 36:54      |
| 10 5       | Laurent Charbonnel Toyota    | 4:37:14    | 41:44      |

### Trucks
| Etappe | Etappe                            | Etappe  | Etappe   |
| Pos.   | Coureur                           | Tijd    | Verschil |
| ------ | --------------------------------- | ------- | -------- |
| 1      | Hans Stacey MAN                   | 1:46:00 | -        |
| 2      | Vladimir Gennádevich Chágin Kamaz | 1:48:09 | 2:09     |
| 3      | Gerard de Rooy Iveco              | 1:56:30 | 10:30    |
| 4      | Ilghizar Sargsyan Mardeev Kamaz   | 1:59:39 | 13:39    |
| 5      | Franz Echter MAN                  | 2:01:39 | 15:00    |
| 6      | Pep Vila Roca Mercedes            | 2:04:06 | 18:06    |
| 7      | Hans Bekx DAF                     | 2:05:17 | 21:17    |
| 8      | Philippe Jacquot MAN              | 2:17:36 | 31:36    |
| 9      | Firdaus Zaripovich Kabírov Kamaz  | 2:27:39 | 41:39    |
| 10     | Alain Coquelle Renault            | 2:38:39 | 52:39    |

| Klassement | Klassement                        | Klassement | Klassement |
| Pos.       | Coureur                           | Tijd       | Verschil   |
| ---------- | --------------------------------- | ---------- | ---------- |
| 1 2        | Hans Stacey MAN                   | 4:03:43    | -          |
| 2          | Vladimir Gennádevich Chágin Kamaz | 4:04:50    | 1:07       |
| 3 1        | Gerard de Rooy Iveco              | 4:16:46    | 13:03      |
| 4 2        | Ilghizar Sargsyan Mardeev Kamaz   | 4:29:05    | 25:22      |
| 5          | Hans Bekx DAF                     | 4:29:50    | 26:07      |
| 6 1        | Franz Echter MAN                  | 4:33:39    | 29:56      |
| 7 1        | Pep Vila Roca Mercedes            | 4:38:11    | 34:28      |
| 8 7        | Firdaus Zaripovich Kabírov Kamaz  | 4:43:58    | 40:15      |
| 9 1        | Philippe Jacquot MAN              | 5:06:05    | 1:02:22    |
| 10 1       | Hugo Duisters GINAF               | 5:36:41    | 1:32:58    |

## Etappe 6: Bogetsay-Arkalyk
| Motoren | Quads | Auto's | Trucks | Totaal |
| ------- | ----- | ------ | ------ | ------ |
| ?       | 0     | ?      | ?      | ?      |

Het 1e deel van deze marathonetappe werd overschaduwd door een ongeluk tussen een motor en een truck.

### Motoren
| Etappe | Etappe                      | Etappe | Etappe   |
| Pos.   | Coureur                     | Tijd   | Verschil |
| ------ | --------------------------- | ------ | -------- |
| 1      | Jaroslav Katriňák KTM       | ?      | -        |
| 2      | Pål Anders Ullevålseter KTM | ?      | 1:34     |
| 3      | Alexsey Kolomytsyn KTM      | ?      | 11:??    |

| Klassement | Klassement                  | Klassement | Klassement |
| Pos.       | Coureur                     | Tijd       | Verschil   |
| ---------- | --------------------------- | ---------- | ---------- |
| 1          | Jaroslav Katriňák KTM       | ?          | -          |
| 2          | Pål Anders Ullevålseter KTM | ?          | 28:31      |
| ?          | Alexsey Kolomytsyn KTM      | ?          | >1:16:45   |

### Auto's
| Etappe | Etappe                         | Etappe  | Etappe   |
| Pos.   | Coureur                        | Tijd    | Verschil |
| ------ | ------------------------------ | ------- | -------- |
| 1      | José Luis Monterde Schlesser   | 3:15:07 | -        |
| 2      | Nicolas Gibon Bowler           | 3:23:47 | 8:40     |
| 3      | Māris Saukāns Oscar            | 3:27:12 | 12:05    |
| 4      | Jérôme Pélichet Bowler         | 3:45:11 | 30:04    |
| 5      | François Delecour SMG          | 4:11:38 | 56:31    |
| 6      | Eric Vigouroux Chevrolet       | 4:22:15 | 1:07:08  |
| 7      | Patrick Martin Bowler          | 4:55:29 | 1:40:22  |
| 8      | José Carlos Madaleno Zhengzhou | 4:55:55 | 1:40:48  |
| 9      | Jean-Philippe Theuriot Bowler  | 4:59:18 | 1:44:11  |
| 10     | Ronn Bailey Chevrolet          | 5:07:45 | 1:52:38  |

| Klassement | Klassement                    | Klassement | Klassement |
| Pos.       | Coureur                       | Tijd       | Verschil   |
| ---------- | ----------------------------- | ---------- | ---------- |
| 1          | José Luis Monterde Schlesser  | 7:10:37    | -          |
| 2          | Nicolas Gibon Bowler          | 7:19:57    | 9:20       |
| 3          | Māris Saukāns Oscar           | 7:24:08    | 13:31      |
| 4 2        | Jérôme Pélichet Bowler        | 8:04:44    | 54:07      |
| 5 11       | François Delecour SMG         | 9:12:48    | 2:02:11    |
| 6 1        | Matthias Kahle Honda          | 9:38:49    | 2:28:12    |
| 7 7        | Patrick Martin Bowler         | 9:50:43    | 2:40:06    |
| 8 3        | Ronn Bailey Chevrolet         | 9:53:17    | 2:42:40    |
| 9 10       | Jean-Philippe Theuriot Bowler | 10:10:33   | 2:59:56    |
| 10 10      | Jean-Louis Juchault Toyota    | 10:28:18   | 3:17:41    |

### Trucks
| Etappe | Etappe                            | Etappe | Etappe   |
| Pos.   | Coureur                           | Tijd   | Verschil |
| ------ | --------------------------------- | ------ | -------- |
| 1      | Gerard de Rooy Iveco              | ?      | -        |
| 2      | Vladimir Gennádevich Chágin Kamaz | ?      | 31:54    |
| 3      | Hans Stacey MAN                   | ?      | 53:03    |

| Klassement | Klassement                        | Klassement | Klassement |
| Pos.       | Coureur                           | Tijd       | Verschil   |
| ---------- | --------------------------------- | ---------- | ---------- |
| 1 2        | Gerard de Rooy Iveco              | ?          | -          |
| 2          | Vladimir Gennádevich Chágin Kamaz | ?          | 23:33      |
| 3 2        | Hans Stacey MAN                   | ?          | 42:33      |

## Etappe 7: Arkalyk-Astana
| Motoren | Quads | Auto's | Trucks | Totaal |
| ------- | ----- | ------ | ------ | ------ |
| 0       | 0     | 0      | 0      | 0      |

Deze etappe werd geannuleerd, grotendeels te wijten aan de desorganisatie met als gevolg de tragedies van de dagen ervoor.

## Etappe 8: Astana-Ayagöz
| Motoren | Quads | Auto's | Trucks | Totaal |
| ------- | ----- | ------ | ------ | ------ |
| ?       | 0     | ?      | >3     | ?      |

Aan het eind van deze dag werd door het Kamaz team besloten zich terug te trekken uit de rally. De aanleiding was het incident in etappe 6. De trucks van het team stonden 2e, 4e en 5e in het klassement.

### Motoren
| Etappe | Etappe                      | Etappe | Etappe   |
| Pos.   | Coureur                     | Tijd   | Verschil |
| ------ | --------------------------- | ------ | -------- |
| 1      | Pål Anders Ullevålseter KTM | ?      | -        |
| 2      | Jaroslav Katriňák KTM       | ?      | ?        |
| 3      | Alexsey Kolomytsyn KTM      | ?      | ?        |
| 4      | Marco Borsi KTM             | ?      | ?        |

| Klassement | Klassement                  | Klassement | Klassement |
| Pos.       | Coureur                     | Tijd       | Verschil   |
| ---------- | --------------------------- | ---------- | ---------- |
| 1          | Jaroslav Katriňák KTM       | ?          | -          |
| 2          | Pål Anders Ullevålseter KTM | ?          | ?          |
| ?          | Alexsey Kolomytsyn KTM      | ?          | >1:20:00   |

### Auto's
| Etappe | Etappe                       | Etappe  | Etappe   |
| Pos.   | Coureur                      | Tijd    | Verschil |
| ------ | ---------------------------- | ------- | -------- |
| 1      | François Delecour SMG        | 4:50:28 | -        |
| 2      | Matthias Kahle Honda         | 4:59:22 | 8:54     |
| 3      | José Luis Monterde Schlesser | 5:01:47 | 11:19    |
| 4      | Jérôme Pélichet Bowler       | 5:25:54 | 35:26    |
| 5      | Ronan Chabot Toyota          | 5:38:23 | 47:55    |
| 6      | Christian Barbier Mitsubishi | 5:41:26 | 50:58    |
| 7      | Laurent Charbonnel Toyota    | 5:43:44 | 53:16    |
| 8      | Frédéric Vivier Bat Buggy    | 5:44:55 | 54:27    |
| 9      | Carlos Oliveira Zhengzhou    | 5:45:25 | 54:57    |
| 10     | Bernard Anquetil Nissan      | 5:46:09 | 55:41    |

| Klassement | Klassement                   | Klassement | Klassement |
| Pos.       | Coureur                      | Tijd       | Verschil   |
| ---------- | ---------------------------- | ---------- | ---------- |
| 1          | José Luis Monterde Schlesser | 12:12:24   | -          |
| 2 2        | Jérôme Pélichet Bowler       | 13:30:38   | 1:18:14    |
| 3 1        | Nicolas Gibon Bowler         | 13:55:52   | 1:43:28    |
| 4 1        | François Delecour SMG        | 14:03:16   | 1:50:52    |
| 5 1        | Matthias Kahle Honda         | 14:38:11   | 2:25:47    |
| 6 2        | Ronn Bailey Chevrolet        | 15:54:14   | 3:41:50    |
| 7          | Patrick Martin Bowler        | 16:02:14   | 3:49:50    |
| 8 3        | Ningjun Lu Mitsubishi        | 16:32:19   | 4:19:55    |
| 9 5        | Bernard Anquetil Nissan      | 16:35:32   | 4:23:08    |
| 10 2       | Philippe Lecomte Mitsubishi  | 16:38:44   | 4:26:20    |

### Trucks
| Etappe | Etappe                            | Etappe   | Etappe   |
| Pos.   | Coureur                           | Tijd     | Verschil |
| ------ | --------------------------------- | -------- | -------- |
| 1      | Vladimir Gennádevich Chágin Kamaz | ≤4:50:28 | -        |
| 2      | Gerard de Rooy Iveco              | ?        | >8:00    |
| 3      | Firdaus Zaripovich Kabírov Kamaz  | ?        | >11:00   |
| 4      | Hans Stacey MAN                   | ?        | >14:00   |

| Klassement | Klassement                        | Klassement | Klassement |
| Pos.       | Coureur                           | Tijd       | Verschil   |
| ---------- | --------------------------------- | ---------- | ---------- |
| 1          | Gerard de Rooy Iveco              | ?          | -          |
| 2          | Vladimir Gennádevich Chágin Kamaz | ?          | ?          |
| 3          | Hans Stacey MAN                   | ?          | ?          |
| 4/5        | Ilghizar Sargsyan Mardeev Kamaz   | ?          | ?          |
| 4/5        | Firdaus Zaripovich Kabírov Kamaz  | ?          | ?          |

## Etappe 9: Ayagöz-Karamay
| Motoren | Quads | Auto's | Trucks | Totaal |
| ------- | ----- | ------ | ------ | ------ |
| ?       | 0     | ?      | ?      | ?      |

Bij José Carlos Madaleno werd een eerder opgelegde tijdstraf van 3 uur kwijtgescholden, waardoor hij weer terugkwam in de top 10 van het klassement.

### Motoren
| Etappe | Etappe                      | Etappe  | Etappe   |
| Pos.   | Coureur                     | Tijd    | Verschil |
| ------ | --------------------------- | ------- | -------- |
| 1      | Alexsey Kolomytsyn KTM      | 1:40:26 | -        |
| 2      | Jaroslav Katriňák KTM       | 1:43:16 | 2:50     |
| 3      | Pål Anders Ullevålseter KTM | 1:44:56 | 4:30     |

| Klassement | Klassement                  | Klassement | Klassement |
| Pos.       | Coureur                     | Tijd       | Verschil   |
| ---------- | --------------------------- | ---------- | ---------- |
| 1          | Jaroslav Katriňák KTM       | ?          | -          |
| 2          | Pål Anders Ullevålseter KTM | ?          | ?          |
| 3          | Alexsey Kolomytsyn KTM      | ?          | ?          |

### Auto's
| Etappe | Etappe                    | Etappe  | Etappe   |
| Pos.   | Coureur                   | Tijd    | Verschil |
| ------ | ------------------------- | ------- | -------- |
| 1      | François Delecour SMG     | 1:05:45 | -        |
| 2      | Matthias Kahle Honda      | 1:07:00 | 1:15     |
| 3      | Eric Vigouroux Chevrolet  | 1:09:28 | 3:43     |
| 4      | Nicolas Gibon Bowler      | 1:09:42 | 3:57     |
| 5      | Māris Saukāns Oscar       | 1:10:35 | 4:50     |
| 6      | Jérôme Pélichet Bowler    | 1:15:03 | 9:18     |
| 7      | Ronan Chabot Toyota       | 1:16:04 | 10:19    |
| 8      | Laurent Charbonnel Toyota | 1:17:23 | 11:38    |
| 9      | Étienne Smulevici SMG     | 1:18:28 | 12:43    |
| 10     | Frédéric Vivier Bat Buggy | 1:18:31 | 12:46    |

| Klassement | Klassement                     | Klassement | Klassement |
| Pos.       | Coureur                        | Tijd       | Verschil   |
| ---------- | ------------------------------ | ---------- | ---------- |
| 1          | José Luis Monterde Schlesser   | 13:37:44   | -          |
| 2          | Jérôme Pélichet Bowler         | 14:45:41   | 1:07:57    |
| 3          | Nicolas Gibon Bowler           | 15:05:34   | 1:27:50    |
| 4          | François Delecour SMG          | 15:12:01   | 1:34:17    |
| 5          | Matthias Kahle Honda           | 15:45:11   | 2:07:27    |
| 6 1        | Patrick Martin Bowler          | 17:25:25   | 3:47:41    |
| 7 4        | Jean-Philippe Theuriot Bowler  | 18:02:43   | 4:24:59    |
| 8 5        | Māris Saukāns Oscar            | 18:02:46   | 4:25:02    |
| 9 18       | José Carlos Madaleno Zhengzhou | 18:04:02   | 4:26:18    |
| 10 4       | Laurent Charbonnel Toyota      | 18:13:00   | 4:35:16    |

### Trucks
| Etappe | Etappe                 | Etappe | Etappe   |
| Pos.   | Coureur                | Tijd   | Verschil |
| ------ | ---------------------- | ------ | -------- |
| 1      | Hans Stacey MAN        | ?      | -        |
| 2      | Hans Bekx DAF          | ?      | ?        |
| 3      | Pep Vila Roca Mercedes | ?      | ?        |

| Klassement | Klassement           | Klassement | Klassement |
| Pos.       | Coureur              | Tijd       | Verschil   |
| ---------- | -------------------- | ---------- | ---------- |
| 1          | Gerard de Rooy Iveco | ?          | -          |
| 2 1        | Hans Stacey MAN      | ?          | 33:58      |

## Etappe 10: Karamay-Turpan
| Motoren | Quads | Auto's | Trucks | Totaal |
| ------- | ----- | ------ | ------ | ------ |
| ?       | 0     | ?      | ?      | ?      |

De special stage werd ingekort van 441 km tot 91 km omdat China had besloten dat de coureurs niet door een bepaald deel van het land mochten rijden, waarvoor geen verklaring werd gegeven.

### Motoren
| Etappe | Etappe                      | Etappe | Etappe   |
| Pos.   | Coureur                     | Tijd   | Verschil |
| ------ | --------------------------- | ------ | -------- |
| 1      | Jaroslav Katriňák KTM       | ?      | -        |
| 2      | Pål Anders Ullevålseter KTM | ?      | 0:37     |
| 3      | Alexsey Kolomytsyn KTM      | ?      | ?        |
| 5      | Mustafa Kemal Merkit KTM    | ?      | ?        |

| Klassement | Klassement                  | Klassement | Klassement |
| Pos.       | Coureur                     | Tijd       | Verschil   |
| ---------- | --------------------------- | ---------- | ---------- |
| 1          | Jaroslav Katriňák KTM       | 16:19:42   | -          |
| 2          | Pål Anders Ullevålseter KTM | 16:48:15   | 28:33      |
| 3          | Alexsey Kolomytsyn KTM      | 17:46:23   | 1:26:41    |
| 4          | Fabrizio Mugnaioli KTM      | 18:36:24   | 2:16:42    |
| 5          | Dušan Randýsek Yamaha       | 20:02:07   | 3:42:25    |
| 6          | Marcel Pronk Honda          | 20:35:17   | 4:15:35    |
| 7          | Stéphane Charlier KTM       | 20:52:26   | 4:32:44    |
| 8          | Arnaud Jacquard KTM         | 20:58:14   | 4:38:32    |
| 9          | Marco Borsi KTM             | 21:00:29   | 4:40:47    |
| 10         | Robert van Olst KTM         | 21:02:44   | 4:43:02    |

### Quads
| Klassement | Klassement                | Klassement | Klassement |
| Pos.       | Coureur                   | Tijd       | Verschil   |
| ---------- | ------------------------- | ---------- | ---------- |
| 1          | Josef Macháček Yamaha     | 23:57:00   | -          |
| 2          | Jean-Pascal Cuerel Yamaha | 41:00:55   | 17:03:55   |

### Auto's
| Etappe | Etappe                       | Etappe  | Etappe   |
| Pos.   | Coureur                      | Tijd    | Verschil |
| ------ | ---------------------------- | ------- | -------- |
| 1      | François Delecour SMG        | 54:55   | -        |
| 2      | Eric Vigouroux Chevrolet     | 55:07   | 0:12     |
| 3      | José Luis Monterde Schlesser | 57:05   | 2:10     |
| 4      | Nicolas Gibon Bowler         | 57:34   | 2:39     |
| 5      | Māris Saukāns Oscar          | 57:36   | 2:41     |
| 6      | Jérôme Pélichet Bowler       | 1:00:32 | 5:37     |
| 7      | Frédéric Vivier Bat Buggy    | 1:00:37 | 5:42     |
| 8      | Matthias Kahle Honda         | 1:00:43 | 5:48     |
| 9      | Laurent Charbonnel Toyota    | 1:04:17 | 9:22     |
| 10     | Ronan Chabot Toyota          | 1:04:23 | 9:28     |

| Klassement | Klassement                     | Klassement | Klassement |
| Pos.       | Coureur                        | Tijd       | Verschil   |
| ---------- | ------------------------------ | ---------- | ---------- |
| 1          | José Luis Monterde Schlesser   | 14:34:49   | -          |
| 2          | Jérôme Pélichet Bowler         | 15:46:13   | 1:11:24    |
| 3          | Nicolas Gibon Bowler           | 16:03:08   | 1:28:19    |
| 4          | François Delecour SMG          | 16:09:56   | 1:35:07    |
| 5          | Matthias Kahle Honda           | 16:45:54   | 2:11:05    |
| 6          | Patrick Martin Bowler          | 18:30:21   | 3:55:32    |
| 7 1        | Māris Saukāns Oscar            | 19:00:22   | 4:25:33    |
| 8 1        | Jean-Philippe Theuriot Bowler  | 19:09:07   | 4:34:18    |
| 9          | José Carlos Madaleno Zhengzhou | 19:14:16   | 4:39:27    |
| 10         | Laurent Charbonnel Toyota      | 19:17:17   | 4:42:28    |

### Trucks
| Etappe | Etappe               | Etappe | Etappe   |
| Pos.   | Coureur              | Tijd   | Verschil |
| ------ | -------------------- | ------ | -------- |
| 1      | Hans Stacey MAN      | ?      | -        |
| 2      | Gerard de Rooy Iveco | ?      | 0:47     |
| 3      | Hugo Duisters GINAF  | ?      | ?        |

| Klassement | Klassement               | Klassement | Klassement |
| Pos.       | Coureur                  | Tijd       | Verschil   |
| ---------- | ------------------------ | ---------- | ---------- |
| 1          | Gerard de Rooy Iveco     | 14:51:38   | -          |
| 2          | Hans Stacey MAN          | 15:24:49   | 33:11      |
| 3          | Hans Bekx DAF            | 17:56:01   | 3:04:23    |
| 4          | Pep Vila Roca Mercedes   | 17:56:45   | 3:05:07    |
| 5          | Philippe Jacquot MAN     | 19:04:42   | 4:13:04    |
| 6          | Franz Echter MAN         | 19:05:37   | 4:13:59    |
| 7          | Miroslav Zapletal MAN    | 20:19:31   | 5:27:53    |
| 8          | Mathias Behringer MAN    | 20:39:55   | 5:48:17    |
| 9          | Giacomo Paccani Mercedes | 20:45:50   | 5:54:12    |
| 10         | Hugo Duisters GINAF      | 22:39:53   | 7:48:15    |

## Etappe 11: Turpan-Hami
| Motoren | Quads | Auto's | Trucks | Totaal |
| ------- | ----- | ------ | ------ | ------ |
| ?       | 0     | ?      | ?      | ?      |

Pascal de Baar had een ongeluk. De truck kon op tijd worden gerepareerd en dus kon hij verder in de rally. Gerard de Rooy kreeg een tijdstraf van 3 uur en verloor daarmee de leiding.

### Motoren
| Etappe | Etappe                      | Etappe  | Etappe   |
| Pos.   | Coureur                     | Tijd    | Verschil |
| ------ | --------------------------- | ------- | -------- |
| 1      | Pål Anders Ullevålseter KTM | 4:44:37 | -        |
| 2      | Jaroslav Katriňák KTM       | 4:46:47 | 2:10     |
| 3      | Alexsey Kolomytsyn KTM      | 4:53:38 | 9:01     |
| 4      | Marco Borsi KTM             | 4:53:39 | 9:02     |
| 5      | Fabrizio Mugnaioli KTM      | 4:59:22 | 14:45    |
| 6      | Mustafa Kemal Merkit KTM    | 5:27:33 | 42:56    |
| 7      | Stéphane Charlier KTM       | 5:33:30 | 48:53    |
| 8      | Dominique Robin KTM         | 5:34:58 | 50:21    |
| 9      | Arnaud Jacquard KTM         | 5:36:29 | 51:52    |
| 10     | Norbert Dubois KTM          | 5:44:20 | 59:43    |

| Klassement | Klassement                  | Klassement | Klassement |
| Pos.       | Coureur                     | Tijd       | Verschil   |
| ---------- | --------------------------- | ---------- | ---------- |
| 1          | Jaroslav Katriňák KTM       | 21:06:29   | -          |
| 2          | Pål Anders Ullevålseter KTM | 21:32:52   | 26:23      |
| 3          | Alexsey Kolomytsyn KTM      | 22:40:01   | 1:33:32    |
| 4          | Fabrizio Mugnaioli KTM      | 23:35:46   | 2:29:17    |
| 5          | Dušan Randýsek Yamaha       | 25:52:26   | 4:45:57    |
| 6 3        | Marco Borsi KTM             | 25:54:08   | 4:47:39    |
| 7          | Stéphane Charlier KTM       | 26:25:56   | 5:19:27    |
| 8 2        | Marcel Pronk Honda          | 26:28:03   | 5:21:34    |
| 9 1        | Arnaud Jacquard KTM         | 26:34:43   | 5:28:14    |
| 10 2       | Dominique Robin KTM         | 26:47:06   | 5:40:37    |

### Quads
| Etappe | Etappe                    | Etappe  | Etappe   |
| Pos.   | Coureur                   | Tijd    | Verschil |
| ------ | ------------------------- | ------- | -------- |
| 1      | Josef Macháček Yamaha     | 5:57:25 | -        |
| 2      | Jean-Pascal Cuerel Yamaha | 7:11:32 | 1:14:07  |

| Klassement | Klassement                | Klassement | Klassement |
| Pos.       | Coureur                   | Tijd       | Verschil   |
| ---------- | ------------------------- | ---------- | ---------- |
| 1          | Josef Macháček Yamaha     | 29:54:25   | -          |
| 2          | Jean-Pascal Cuerel Yamaha | 48:12:27   | 18:18:02   |

### Auto's
| Etappe | Etappe                       | Etappe  | Etappe   |
| Pos.   | Coureur                      | Tijd    | Verschil |
| ------ | ---------------------------- | ------- | -------- |
| 1      | José Luis Monterde Schlesser | 4:28:06 | -        |
| 2      | Nicolas Gibon Bowler         | 4:39:33 | 11:27    |
| 3      | Māris Saukāns Oscar          | 4:52:55 | 24:49    |
| 4      | Ronn Bailey Chevrolet        | 5:07:19 | 39:13    |
| 5      | Jérôme Pélichet Bowler       | 5:14:50 | 46:44    |
| 6      | Frédéric Vivier Bat Buggy    | 5:18:49 | 50:43    |
| 7      | Eric Vigouroux Chevrolet     | 5:25:42 | 57:36    |
| 8      | Matthias Kahle Honda         | 5:31:33 | 1:03:27  |
| 9      | Bernard Anquetil Nissan      | 5:39:35 | 1:11:29  |
| 10     | Qingxian Hua Mitsubishi      | 5:40:38 | 1:12:32  |

| Klassement | Klassement                    | Klassement | Klassement |
| Pos.       | Coureur                       | Tijd       | Verschil   |
| ---------- | ----------------------------- | ---------- | ---------- |
| 1          | José Luis Monterde Schlesser  | 19:02:55   | -          |
| 2 1        | Nicolas Gibon Bowler          | 20:42:41   | 1:39:46    |
| 3 1        | Jérôme Pélichet Bowler        | 21:01:03   | 1:58:08    |
| 4          | François Delecour SMG         | 22:12:03   | 3:09:08    |
| 5          | Matthias Kahle Honda          | 22:17:27   | 3:14:32    |
| 6 1        | Māris Saukāns Oscar           | 23:53:17   | 4:50:22    |
| 7 1        | Patrick Martin Bowler         | 24:30:35   | 5:27:40    |
| 8 3        | Bernard Anquetil Nissan       | 25:05:15   | 6:02:20    |
| 9 1        | Jean-Philippe Theuriot Bowler | 25:12:22   | 6:09:27    |
| 10 4       | Ronan Chabot Toyota           | 25:16:48   | 6:13:53    |

### Trucks
| Etappe | Etappe                     | Etappe  | Etappe   |
| Pos.   | Coureur                    | Tijd    | Verschil |
| ------ | -------------------------- | ------- | -------- |
| 1      | Hans Bekx DAF              | 5:23:15 | -        |
| 2      | Pep Vila Roca Mercedes     | 5:52:19 | 29:04    |
| 3      | Gerard de Rooy Iveco       | 6:09:21 | 46:06    |
| 4      | Hans Stacey MAN            | 6:34:35 | 1:11:20  |
| 5      | Franz Echter MAN           | 6:35:49 | 1:12:34  |
| 6      | Antonius Van De Haterd MAN | 6:38:07 | 1:14:52  |
| 7      | Hugo Duisters GINAF        | 6:38:14 | 1:14:59  |
| 8      | Alain Coquelle Renault     | 6:38:59 | 1:15:44  |
| 9      | Giacomo Paccani Mercedes   | 6:41:18 | 1:18:03  |
| 10     | Philippe Jacquot MAN       | 7:17:25 | 1:54:10  |

| Klassement | Klassement               | Klassement | Klassement |
| Pos.       | Coureur                  | Tijd       | Verschil   |
| ---------- | ------------------------ | ---------- | ---------- |
| 1 1        | Hans Stacey MAN          | 21:59:24   | -          |
| 2 1        | Hans Bekx DAF            | 23:19:16   | 1:19:52    |
| 3 1        | Pep Vila Roca Mercedes   | 23:49:04   | 1:49:40    |
| 4 3        | Gerard de Rooy Iveco     | 24:00:59   | 2:01:35    |
| 5 1        | Franz Echter MAN         | 25:41:26   | 3:42:02    |
| 6 1        | Philippe Jacquot MAN     | 26:22:07   | 4:22:43    |
| 7 2        | Giacomo Paccani Mercedes | 27:27:08   | 5:27:44    |
| 8 1        | Miroslav Zapletal MAN    | 27:49:01   | 5:49:37    |
| 9 1        | Mathias Behringer MAN    | 29:10:55   | 7:11:31    |
| 10         | Hugo Duisters GINAF      | 29:18:07   | 7:18:43    |

## Etappe 12: Hami-Qingyuan
| Motoren | Quads | Auto's | Trucks | Totaal |
| ------- | ----- | ------ | ------ | ------ |
| ?       | 0     | ?      | >1     | ?      |

Na veel tijd te zijn verloren door een ontplofte motor trok Gerard de Rooy zich na deze etappe terug uit de competitie.

### Motoren
| Etappe | Etappe                                  | Etappe  | Etappe   |
| Pos.   | Coureur                                 | Tijd    | Verschil |
| ------ | --------------------------------------- | ------- | -------- |
| 1      | Jaroslav Katriňák KTM                   | 4:56:32 | -        |
| 2      | Alexsey Kolomytsyn KTM                  | 4:58:05 | 1:33     |
| 3      | Pål Anders Ullevålseter KTM             | 4:58:18 | 1:46     |
| 4      | Marco Borsi KTM                         | 5:09:40 | 13:08    |
| 5      | Fabrizio Mugnaioli KTM                  | 5:13:34 | 17:02    |
| 6      | Jeremías Francisco Arredondo Gaitán KTM | 5:18:33 | 22:01    |
| 7      | Mustafa Kemal Merkit KTM                | 5:32:37 | 36:05    |
| 8      | Nicolas Boyer Honda                     | 5:36:52 | 40:20    |
| 9      | Dominique Robin KTM                     | 5:38:17 | 41:45    |
| 10     | Serge Gelebart KTM                      | 5:40:38 | 44:06    |

| Klassement | Klassement                  | Klassement | Klassement |
| Pos.       | Coureur                     | Tijd       | Verschil   |
| ---------- | --------------------------- | ---------- | ---------- |
| 1          | Jaroslav Katriňák KTM       | 26:03:01   | -          |
| 2          | Pål Anders Ullevålseter KTM | 26:31:10   | 28:09      |
| 3          | Alexsey Kolomytsyn KTM      | 27:38:06   | 1:35:05    |
| 4          | Fabrizio Mugnaioli KTM      | 28:49:20   | 2:46:19    |
| 5 1        | Marco Borsi KTM             | 31:03:48   | 5:00:47    |
| 6 1        | Dušan Randýsek Yamaha       | 32:01:39   | 5:58:38    |
| 7 1        | Marcel Pronk Honda          | 32:18:13   | 6:15:12    |
| 8 1        | Arnaud Jacquard KTM         | 32:22:55   | 6:19:54    |
| 9 1        | Dominique Robin KTM         | 32:25:23   | 6:22:22    |
| 10 3       | Stéphane Charlier KTM       | 32:43:23   | 6:40:22    |

### Quads
| Etappe | Etappe                    | Etappe  | Etappe   |
| Pos.   | Coureur                   | Tijd    | Verschil |
| ------ | ------------------------- | ------- | -------- |
| 1      | Josef Macháček Yamaha     | 6:11:05 | -        |
| 2      | Jean-Pascal Cuerel Yamaha | 7:39:20 | 1:28:15  |

| Klassement | Klassement                | Klassement | Klassement |
| Pos.       | Coureur                   | Tijd       | Verschil   |
| ---------- | ------------------------- | ---------- | ---------- |
| 1          | Josef Macháček Yamaha     | 36:05:30   | -          |
| 2          | Jean-Pascal Cuerel Yamaha | 55:51:47   | 19:46:17   |

### Auto's
| Etappe | Etappe                        | Etappe  | Etappe   |
| Pos.   | Coureur                       | Tijd    | Verschil |
| ------ | ----------------------------- | ------- | -------- |
| 1      | Eric Vigouroux Chevrolet      | 4:31:56 | -        |
| 2      | José Luis Monterde Schlesser  | 4:46:51 | 14:55    |
| 3      | Nicolas Gibon Bowler          | 4:55:12 | 23:16    |
| 4      | François Delecour SMG         | 5:25:37 | 53:41    |
| 5      | Ronan Chabot Toyota           | 5:35:12 | 1:03:16  |
| 6      | Matthias Kahle Honda          | 5:37:10 | 1:05:14  |
| 7      | Jérôme Pélichet Bowler        | 6:01:43 | 1:29:47  |
| 8      | Jean-Philippe Theuriot Bowler | 6:07:29 | 1:35:33  |
| 9      | Yves Fromont Bowler           | 6:09:08 | 1:37:12  |
| 10     | Patrick Martin Bowler         | 6:17:30 | 1:45:34  |

| Klassement | Klassement                    | Klassement | Klassement |
| Pos.       | Coureur                       | Tijd       | Verschil   |
| ---------- | ----------------------------- | ---------- | ---------- |
| 1          | José Luis Monterde Schlesser  | 23:49:46   | -          |
| 2          | Nicolas Gibon Bowler          | 25:39:53   | 1:50:07    |
| 3          | Jérôme Pélichet Bowler        | 27:02:46   | 3:13:00    |
| 4          | François Delecour SMG         | 27:37:40   | 3:47:54    |
| 5          | Matthias Kahle Honda          | 27:54:37   | 4:04:51    |
| 6          | Māris Saukāns Oscar           | 30:15:13   | 6:25:27    |
| 7          | Patrick Martin Bowler         | 30:51:05   | 7:01:19    |
| 8 1        | Ronan Chabot Toyota           | 30:52:00   | 7:02:14    |
| 9 1        | Jean-Philippe Theuriot Bowler | 31:19:51   | 7:30:05    |
| 10 1       | Zhou Yong Zhengzhou           | 32:03:03   | 8:13:17    |

### Trucks
| Etappe | Etappe                     | Etappe  | Etappe   |
| Pos.   | Coureur                    | Tijd    | Verschil |
| ------ | -------------------------- | ------- | -------- |
| 1      | Hans Stacey MAN            | 5:41:42 | -        |
| 2      | Pep Vila Roca Mercedes     | 6:17:25 | 35:43    |
| 3      | Franz Echter MAN           | 6:22:47 | 41:05    |
| 4      | Giacomo Paccani Mercedes   | 6:50:18 | 1:08:36  |
| 5      | Philippe Jacquot MAN       | 6:52:33 | 1:10:51  |
| 6      | Giulio Verzeletti Mercedes | 8:04:04 | 2:22:22  |
| 7      | Hans Bekx DAF              | 8:24:39 | 2:42:57  |
| 8      | Antonius Van De Haterd MAN | 8:59:40 | 3:17:58  |
| 9      | Miroslav Zapletal MAN      | 9:29:00 | 3:47:18  |
| 10     | Mathias Behringer MAN      | 9:36:40 | 3:54:58  |

| Klassement | Klassement                 | Klassement | Klassement |
| Pos.       | Coureur                    | Tijd       | Verschil   |
| ---------- | -------------------------- | ---------- | ---------- |
| 1          | Hans Stacey MAN            | 27:41:06   | -          |
| 2 1        | Pep Vila Roca Mercedes     | 30:06:29   | 2:25:23    |
| 3 1        | Hans Bekx DAF              | 31:43:55   | 4:02:49    |
| 4 1        | Franz Echter MAN           | 32:04:13   | 4:23:07    |
| 5 1        | Philippe Jacquot MAN       | 33:14:40   | 5:33:34    |
| 6 1        | Giacomo Paccani Mercedes   | 34:17:26   | 6:36:20    |
| 7 1        | Miroslav Zapletal MAN      | 37:18:01   | 9:36:55    |
| 8 1        | Mathias Behringer MAN      | 38:47:35   | 11:06:29   |
| 9 3        | Giulio Verzeletti Mercedes | 39:51:53   | 12:10:47   |
| 10 6       | Gerard de Rooy Iveco       | 40:55:59   | 13:14:53   |

## Etappe 13: Qingyuan-Alxa Youqi
| Motoren | Quads | Auto's | Trucks | Totaal |
| ------- | ----- | ------ | ------ | ------ |
| ?       | ?     | ?      | ?      | ?      |

### Motoren
| Etappe | Etappe                                  | Etappe  | Etappe   |
| Pos.   | Coureur                                 | Tijd    | Verschil |
| ------ | --------------------------------------- | ------- | -------- |
| 1      | Pål Anders Ullevålseter KTM             | 3:58:06 | -        |
| 2      | Alexsey Kolomytsyn KTM                  | 4:00:24 | 2:18     |
| 3      | Jaroslav Katriňák KTM                   | 4:02:10 | 4:04     |
| 4      | Marco Borsi KTM                         | 4:05:09 | 7:03     |
| 5      | Jeremías Francisco Arredondo Gaitán KTM | 4:24:54 | 26:48    |
| 6      | Fabrizio Mugnaioli KTM                  | 4:28:41 | 30:35    |
| 7      | Dušan Randýsek Yamaha                   | 4:28:49 | 30:43    |
| 8      | Mustafa Kemal Merkit KTM                | 4:33:23 | 35:17    |
| 9      | Willy Jobard KTM                        | 4:36:33 | 38:27    |
| 10     | Ragnar Katerbau KTM                     | 4:38:37 | 40:31    |

| Klassement | Klassement                  | Klassement | Klassement |
| Pos.       | Coureur                     | Tijd       | Verschil   |
| ---------- | --------------------------- | ---------- | ---------- |
| 1          | Jaroslav Katriňák KTM       | 30:05:11   | -          |
| 2          | Pål Anders Ullevålseter KTM | 30:29:16   | 24:05      |
| 3          | Alexsey Kolomytsyn KTM      | 31:38:30   | 1:33:19    |
| 4          | Fabrizio Mugnaioli KTM      | 33:18:01   | 3:12:50    |
| 5          | Marco Borsi KTM             | 35:08:57   | 5:03:46    |
| 6          | Dušan Randýsek Yamaha       | 36:30:28   | 6:25:17    |
| 7          | Marcel Pronk Honda          | 36:57:22   | 6:52:11    |
| 8 1        | Dominique Robin KTM         | 37:12:28   | 7:07:17    |
| 9 1        | Stéphane Charlier KTM       | 37:25:36   | 7:20:25    |
| 10 1       | Ragnar Katerbau KTM         | 37:28:50   | 7:23:39    |

### Quads
| Etappe | Etappe                | Etappe  | Etappe   |
| Pos.   | Coureur               | Tijd    | Verschil |
| ------ | --------------------- | ------- | -------- |
| 1      | Josef Macháček Yamaha | 4:59:14 | -        |

| Klassement | Klassement            | Klassement | Klassement |
| Pos.       | Coureur               | Tijd       | Verschil   |
| ---------- | --------------------- | ---------- | ---------- |
| 1          | Josef Macháček Yamaha | 41:04:44   | -          |

### Auto's
| Etappe | Etappe                        | Etappe  | Etappe   |
| Pos.   | Coureur                       | Tijd    | Verschil |
| ------ | ----------------------------- | ------- | -------- |
| 1      | José Luis Monterde Schlesser  | 3:57:49 | -        |
| 2      | François Delecour SMG         | 4:00:01 | 2:12     |
| 3      | Matthias Kahle Honda          | 4:39:58 | 42:09    |
| 4      | Ronan Chabot Toyota           | 4:44:38 | 46:49    |
| 5      | Jérôme Pélichet Bowler        | 4:45:29 | 47:40    |
| 6      | Patrick Martin Bowler         | 4:46:12 | 48:23    |
| 7      | Étienne Smulevici SMG         | 4:51:43 | 53:54    |
| 8      | Māris Saukāns Oscar           | 4:52:51 | 55:02    |
| 9      | Yves Fromont Bowler           | 4:59:21 | 1:01:32  |
| 10     | Jean-Philippe Theuriot Bowler | 5:15:55 | 1:18:06  |

| Klassement | Klassement                    | Klassement | Klassement |
| Pos.       | Coureur                       | Tijd       | Verschil   |
| ---------- | ----------------------------- | ---------- | ---------- |
| 1          | José Luis Monterde Schlesser  | 27:47:35   | -          |
| 2          | Nicolas Gibon Bowler          | 31:07:42   | 3:20:07    |
| 3          | Jérôme Pélichet Bowler        | 31:48:15   | 4:00:40    |
| 4 1        | Matthias Kahle Honda          | 32:34:35   | 4:47:00    |
| 5 1        | François Delecour SMG         | 34:37:41   | 6:50:06    |
| 6          | Māris Saukāns Oscar           | 35:08:04   | 7:20:29    |
| 7 1        | Ronan Chabot Toyota           | 35:36:38   | 7:49:03    |
| 8 1        | Patrick Martin Bowler         | 35:37:17   | 7:49:42    |
| 9          | Jean-Philippe Theuriot Bowler | 36:35:46   | 8:48:11    |
| 10         | Zhou Yong Zhengzhou           | 37:41:28   | 9:53:53    |

### Trucks
| Etappe | Etappe                     | Etappe   | Etappe   |
| Pos.   | Coureur                    | Tijd     | Verschil |
| ------ | -------------------------- | -------- | -------- |
| 1      | Hans Stacey MAN            | 4:54:27  | -        |
| 2      | Hans Bekx DAF              | 5:02:33  | 8:06     |
| 3      | Pep Vila Roca Mercedes     | 5:22:04  | 27:37    |
| 4      | Philippe Jacquot MAN       | 5:57:40  | 1:03:13  |
| 5      | Mathias Behringer MAN      | 6:32:48  | 1:38:21  |
| 6      | Franz Echter MAN           | 8:52:28  | 3:58:01  |
| 7      | Giulio Verzeletti Mercedes | 9:46:57  | 4:52:30  |
| 8      | Marco Piana Mercedes       | 9:58:00  | 5:03:33  |
| 9      | Pascal de Baar GINAF       | 12:58:00 | 8:03:33  |
| 10     | Miroslav Zapletal MAN      | 12:58:00 | 8:03:33  |

| Klassement | Klassement                 | Klassement | Klassement |
| Pos.       | Coureur                    | Tijd       | Verschil   |
| ---------- | -------------------------- | ---------- | ---------- |
| 1          | Hans Stacey MAN            | 32:35:33   | -          |
| 2          | Pep Vila Roca Mercedes     | 35:28:33   | 2:53:00    |
| 3          | Hans Bekx DAF              | 36:46:28   | 4:10:55    |
| 4 1        | Philippe Jacquot MAN       | 39:12:20   | 6:36:47    |
| 5 1        | Franz Echter MAN           | 40:56:41   | 8:21:08    |
| 6 2        | Mathias Behringer MAN      | 45:20:23   | 12:44:50   |
| 7 1        | Giacomo Paccani Mercedes   | 47:15:26   | 14:39:53   |
| 8 1        | Giulio Verzeletti Mercedes | 49:38:50   | 17:03:17   |
| 9 2        | Miroslav Zapletal MAN      | 50:16:01   | 17:40:28   |
| 10 1       | Antonius Van De Haterd MAN | 57:56:44   | 25:21:11   |

## Etappe 14: Alxa Youqi-Bayan Hot
| Motoren | Quads | Auto's | Trucks | Totaal |
| ------- | ----- | ------ | ------ | ------ |
| ?       | ?     | ?      | ?      | ?      |

Vanwege de lange duur van de etappe en door de immense hitte (50°C) werd er besloten dat een aantal trucks automatisch werden afgevlagd na 9 uur en 43 minuten. Pascal de Baar was de laatste die de etappe afmaakte, hij kwam binnen als 6e. De etappe werd niet hervat, een aantal trucks kregen ook nog tijdstraffen toegewezen. François Delecour was de grote verliezer met een kapotte versnellingsbak.

### Motoren
| Etappe | Etappe                                  | Etappe  | Etappe   |
| Pos.   | Coureur                                 | Tijd    | Verschil |
| ------ | --------------------------------------- | ------- | -------- |
| 1      | Jaroslav Katriňák KTM                   | 3:37:04 | -        |
| 2      | Pål Anders Ullevålseter KTM             | 3:40:57 | 3:53     |
| 3      | Marco Borsi KTM                         | 3:43:29 | 6:25     |
| 4      | Fabrizio Mugnaioli KTM                  | 3:52:05 | 15:01    |
| 5      | Alexsey Kolomytsyn KTM                  | 3:55:39 | 18:35    |
| 6      | Jeremías Francisco Arredondo Gaitán KTM | 4:29:39 | 52:35    |
| 7      | Nicolas Boyer Honda                     | 4:34:16 | 57:12    |
| 8      | Marcel Pronk Honda                      | 4:34:33 | 57:29    |
| 9      | Serge Gelebart KTM                      | 4:47:36 | 1:10:32  |
| 10     | Dominique Robin KTM                     | 4:48:10 | 1:11:06  |

| Klassement | Klassement                  | Klassement | Klassement |
| Pos.       | Coureur                     | Tijd       | Verschil   |
| ---------- | --------------------------- | ---------- | ---------- |
| 1          | Jaroslav Katriňák KTM       | 33:42:15   | -          |
| 2          | Pål Anders Ullevålseter KTM | 34:10:13   | 27:58      |
| 3          | Alexsey Kolomytsyn KTM      | 35:34:09   | 1:51:54    |
| 4          | Fabrizio Mugnaioli KTM      | 37:10:06   | 3:27:51    |
| 5          | Marco Borsi KTM             | 38:52:26   | 5:10:11    |
| 6 1        | Marcel Pronk Honda          | 41:31:55   | 7:49:40    |
| 7 1        | Dušan Randýsek Yamaha       | 41:48:53   | 8:06:38    |
| 8          | Dominique Robin KTM         | 42:00:38   | 8:18:23    |
| 9          | Stéphane Charlier KTM       | 42:19:21   | 8:37:06    |
| 10 2       | Nicolas Boyer Honda         | 42:34:06   | 8:51:51    |

### Quads
| Etappe | Etappe                | Etappe  | Etappe   |
| Pos.   | Coureur               | Tijd    | Verschil |
| ------ | --------------------- | ------- | -------- |
| 1      | Josef Macháček Yamaha | 4:46:38 | -        |

| Klassement | Klassement            | Klassement | Klassement |
| Pos.       | Coureur               | Tijd       | Verschil   |
| ---------- | --------------------- | ---------- | ---------- |
| 1          | Josef Macháček Yamaha | 45:51:22   | -          |

### Auto's
| Etappe | Etappe                       | Etappe  | Etappe   |
| Pos.   | Coureur                      | Tijd    | Verschil |
| ------ | ---------------------------- | ------- | -------- |
| 1      | Matthias Kahle Honda         | 4:11:51 | -        |
| 2      | José Luis Monterde Schlesser | 4:24:51 | 13:00    |
| 3      | Nicolas Gibon Bowler         | 4:33:56 | 22:05    |
| 4      | Patrick Martin Bowler        | 4:55:55 | 44:04    |
| 5      | Zhou Yong Zhengzhou          | 5:01:37 | 49:46    |
| 6      | Jérôme Pélichet Bowler       | 5:03:35 | 51:44    |
| 7      | Ronan Chabot Toyota          | 5:12:00 | 1:00:09  |
| 8      | Eric Vigouroux Chevrolet     | 5:27:15 | 1:15:24  |
| 9      | Étienne Smulevici SMG        | 5:55:51 | 1:44:00  |
| 10     | Carlos Oliveira Zhengzhou    | 5:57:44 | 1:45:53  |

| Klassement | Klassement                     | Klassement | Klassement |
| Pos.       | Coureur                        | Tijd       | Verschil   |
| ---------- | ------------------------------ | ---------- | ---------- |
| 1          | José Luis Monterde Schlesser   | 32:12:26   | -          |
| 2          | Nicolas Gibon Bowler           | 35:41:38   | 3:29:12    |
| 3 1        | Matthias Kahle Honda           | 36:46:26   | 4:34:00    |
| 4 1        | Jérôme Pélichet Bowler         | 36:51:50   | 4:39:24    |
| 5 3        | Patrick Martin Bowler          | 40:33:12   | 8:20:46    |
| 6 1        | Ronan Chabot Toyota            | 40:48:38   | 8:36:12    |
| 7 3        | Zhou Yong Zhengzhou            | 42:03:05   | 9:50:39    |
| 8 2        | Māris Saukāns Oscar            | 44:31:14   | 12:18:48   |
| 9 4        | Étienne Smulevici SMG          | 46:13:44   | 14:01:16   |
| 10 1       | José Carlos Madaleno Zhengzhou | 47:20:36   | 15:08:10   |

### Trucks
| Etappe | Etappe                     | Etappe   | Etappe   |
| Pos.   | Coureur                    | Tijd     | Verschil |
| ------ | -------------------------- | -------- | -------- |
| 1      | Mathias Behringer MAN      | 7:41:36  | -        |
| 2      | Pep Vila Roca Mercedes     | 7:55:29  | 13:53    |
| 3      | Hans Stacey MAN            | 8:00:45  | 19:09    |
| 4      | Marco Piana Mercedes       | 9:11:07  | 1:29:31  |
| 5      | Philippe Jacquot MAN       | 9:21:13  | 1:39:37  |
| 6      | Franz Echter MAN           | 9:43:00  | 2:01:24  |
| 6      | Miroslav Zapletal MAN      | 9:43:00  | 2:01:24  |
| 6      | Giulio Verzeletti Mercedes | 9:43:00  | 2:01:24  |
| 9      | Hans Bekx DAF              | 11:29:32 | 3:47:56  |
| 10     | Pascal de Baar GINAF       | 12:43:00 | 5:01:24  |

| Klassement | Klassement                 | Klassement | Klassement |
| Pos.       | Coureur                    | Tijd       | Verschil   |
| ---------- | -------------------------- | ---------- | ---------- |
| 1          | Hans Stacey MAN            | 40:36:18   | -          |
| 2          | Pep Vila Roca Mercedes     | 43:24:02   | 2:47:44    |
| 3          | Hans Bekx DAF              | 48:16:00   | 7:39:42    |
| 4          | Philippe Jacquot MAN       | 48:33:33   | 7:57:15    |
| 5          | Franz Echter MAN           | 50:39:41   | 10:03:23   |
| 6          | Mathias Behringer MAN      | 53:01:59   | 12:25:41   |
| 7 1        | Giulio Verzeletti Mercedes | 59:21:50   | 18:45:32   |
| 8 1        | Giacomo Paccani Mercedes   | 59:58:26   | 19:22:08   |
| 9          | Miroslav Zapletal MAN      | 59:59:01   | 19:22:43   |
| 10 1       | Marco Piana Mercedes       | 72:19:38   | 31:43:20   |

## Etappe 15: Bayan Hot-Hohhot
| Motoren | Quads | Auto's | Trucks | Totaal |
| ------- | ----- | ------ | ------ | ------ |
| 5       | 0     | 6      | 3      | 14     |

Vanwege de aanhoudende hitte werd er opnieuw besloten een aantal deelnemers automatisch te laten finishen. De langzamere motoren werden afgevlagd na 4 uur en 10 minuten, de auto's en trucks na 5 uur en 10 minuten.

### Motoren
| Etappe | Etappe                                  | Etappe  | Etappe   |
| Pos.   | Coureur                                 | Tijd    | Verschil |
| ------ | --------------------------------------- | ------- | -------- |
| 1      | Alexsey Kolomytsyn KTM                  | 2:48:35 | -        |
| 2      | Fabrizio Mugnaioli KTM                  | 2:50:11 | 1:36     |
| 3      | Marco Borsi KTM                         | 2:51:52 | 3:17     |
| 4      | Pål Anders Ullevålseter KTM             | 2:53:53 | 5:18     |
| 5      | Jaroslav Katriňák KTM                   | 2:56:09 | 7:34     |
| 6      | Serge Gelebart KTM                      | 3:08:23 | 19:48    |
| 7      | Simon Pavey BMW                         | 3:10:44 | 22:09    |
| 8      | Serge Priser KTM                        | 3:18:56 | 30:21    |
| 9      | Jeremías Francisco Arredondo Gaitán KTM | 3:21:38 | 33:03    |
| 10     | Dominique Robin KTM                     | 3:25:24 | 36:49    |

| Klassement | Klassement                              | Klassement | Klassement |
| Pos.       | Coureur                                 | Tijd       | Verschil   |
| ---------- | --------------------------------------- | ---------- | ---------- |
| 1          | Jaroslav Katriňák KTM                   | 36:38:24   | -          |
| 2          | Pål Anders Ullevålseter KTM             | 37:04:06   | 25:42      |
| 3          | Alexsey Kolomytsyn KTM                  | 38:22:44   | 1:44:20    |
| 4          | Fabrizio Mugnaioli KTM                  | 40:00:17   | 3:21:53    |
| 5          | Marco Borsi KTM                         | 41:44:18   | 5:05:54    |
| 6          | Marcel Pronk Honda                      | 45:18:38   | 8:40:14    |
| 7 1        | Dominique Robin KTM                     | 45:26:02   | 8:47:38    |
| 8 1        | Dušan Randýsek Yamaha                   | 45:32:41   | 8:54:17    |
| 9 1        | Nicolas Boyer Honda                     | 46:05:52   | 9:27:28    |
| 10 2       | Jeremías Francisco Arredondo Gaitán KTM | 46:12:19   | 9:33:55    |

### Quads
| Etappe | Etappe                | Etappe  | Etappe   |
| Pos.   | Coureur               | Tijd    | Verschil |
| ------ | --------------------- | ------- | -------- |
| 1      | Josef Macháček Yamaha | 4:10:00 | -        |

| Klassement | Klassement            | Klassement | Klassement |
| Pos.       | Coureur               | Tijd       | Verschil   |
| ---------- | --------------------- | ---------- | ---------- |
| 1          | Josef Macháček Yamaha | 53:01:22   | -          |

### Auto's
| Etappe | Etappe                       | Etappe  | Etappe   |
| Pos.   | Coureur                      | Tijd    | Verschil |
| ------ | ---------------------------- | ------- | -------- |
| 1      | Matthias Kahle Honda         | 3:05:05 | -        |
| 2      | Jérôme Pélichet Bowler       | 3:11:35 | 6:30     |
| 3      | José Luis Monterde Schlesser | 3:23:09 | 18:04    |
| 4      | Patrick Martin Bowler        | 3:42:22 | 37:17    |
| 5      | Étienne Smulevici SMG        | 3:44:54 | 39:49    |
| 6      | Ronan Chabot Toyota          | 3:48:38 | 43:33    |
| 7      | Eric Vigouroux Chevrolet     | 3:49:34 | 44:29    |
| 8      | Zhou Yong Zhengzhou          | 3:54:36 | 49:31    |
| 9      | Yves Fromont Bowler          | 3:56:52 | 51:47    |
| 10     | Nicolas Gibon Bowler         | 3:59:46 | 54:41    |

| Klassement | Klassement                   | Klassement | Klassement |
| Pos.       | Coureur                      | Tijd       | Verschil   |
| ---------- | ---------------------------- | ---------- | ---------- |
| 1          | José Luis Monterde Schlesser | 35:35:35   | -          |
| 2          | Nicolas Gibon Bowler         | 39:41:24   | 4:05:49    |
| 3          | Matthias Kahle Honda         | 39:51:31   | 4:15:56    |
| 4          | Jérôme Pélichet Bowler       | 40:03:25   | 4:27:50    |
| 5          | Patrick Martin Bowler        | 44:15:34   | 8:39:59    |
| 6          | Ronan Chabot Toyota          | 44:37:16   | 9:01:41    |
| 7          | Zhou Yong Zhengzhou          | 46:37:41   | 11:02:06   |
| 8          | Māris Saukāns Oscar          | 48:57:29   | 13:21:54   |
| 9          | Étienne Smulevici SMG        | 49:58:38   | 14:23:03   |
| 10 2       | Gerard Dubuy Nissan          | 53:34:39   | 17:59:04   |

### Trucks
| Etappe | Etappe                             | Etappe  | Etappe   |
| Pos.   | Coureur                            | Tijd    | Verschil |
| ------ | ---------------------------------- | ------- | -------- |
| 1      | Hans Bekx DAF                      | 3:46:13 | -        |
| 2      | Hans Stacey MAN                    | 3:54:38 | 8:25     |
| 3      | Juan Carlos Ramirez Moure Mercedes | 4:10:00 | 23:47    |
| 4      | Pep Vila Roca Mercedes             | 4:12:42 | 26:29    |
| 5      | Philippe Jacquot MAN               | 4:30:09 | 43:56    |
| 6      | Franz Echter MAN                   | 4:45:32 | 59:19    |
| 7      | Miroslav Zapletal MAN              | 4:52:31 | 1:06:18  |
| 8      | Giulio Verzeletti Mercedes         | 4:57:52 | 1:11:39  |
| 9      | Mathias Behringer MAN              | 5:10:00 | 1:23:47  |
| 9      | Luis Heras Rodriguez Mercedes      | 5:10:00 | 1:23:47  |

| Klassement | Klassement                 | Klassement | Klassement |
| Pos.       | Coureur                    | Tijd       | Verschil   |
| ---------- | -------------------------- | ---------- | ---------- |
| 1          | Hans Stacey MAN            | 44:30:56   | -          |
| 2          | Pep Vila Roca Mercedes     | 47:36:44   | 3:05:48    |
| 3          | Hans Bekx DAF              | 49:02:13   | 4:31:17    |
| 4          | Philippe Jacquot MAN       | 53:03:42   | 8:32:46    |
| 5          | Franz Echter MAN           | 55:25:13   | 10:54:17   |
| 6          | Mathias Behringer MAN      | 61:11:59   | 16:41:03   |
| 7          | Giulio Verzeletti Mercedes | 64:19:42   | 19:48:46   |
| 8 1        | Miroslav Zapletal MAN      | 64:56:32   | 20:25:36   |
| 9 1        | Marco Piana Mercedes       | 80:29:38   | 35:58:42   |
| 10 1       | Antonius Van De Haterd MAN | 84:49:44   | 40:18:48   |

## Etappe 16: Hohhot-Peking
| Motoren | Quads | Auto's | Trucks | Totaal |
| ------- | ----- | ------ | ------ | ------ |
| 0       | 0     | 0      | 0      | 0      |

Deze etappe bevatte geen kilometers op snelheid meer en was alleen als ceremoniële rit naar de finish in Peking. De standen veranderden daardoor verder niet meer ten opzichte van etappe 15.

## Uitslagen

### Etappewinnaars en Klassementsleiders
| Etappe | Motoren                     | Motoren                     | Quads                 | Quads                 | Auto's                       | Auto's                       | Trucks                            | Trucks                           |
| Etappe | Etappewinnaar               | Klassementsleider           | Etappewinnaar         | Klassementsleider     | Etappewinnaar                | Klassementsleider            | Etappewinnaar                     | Klassementsleider                |
| ------ | --------------------------- | --------------------------- | --------------------- | --------------------- | ---------------------------- | ---------------------------- | --------------------------------- | -------------------------------- |
| 1      | Pål Anders Ullevålseter KTM | Pål Anders Ullevålseter KTM | Josef Macháček Yamaha | Josef Macháček Yamaha | José Luis Monterde Schlesser | José Luis Monterde Schlesser | Gerard de Rooy Iveco              | Gerard de Rooy Iveco             |
| 2      | Jaroslav Katriňák KTM       | Jaroslav Katriňák KTM       | Josef Macháček Yamaha | Josef Macháček Yamaha | Eric Vigouroux Chevrolet     | José Luis Monterde Schlesser | Vladimir Gennádevich Chágin Kamaz | Hans Stacey MAN                  |
| 3      | Afgelast                    | Jaroslav Katriňák KTM       | Afgelast              | Josef Macháček Yamaha | Afgelast                     | José Luis Monterde Schlesser | Afgelast                          | Hans Stacey MAN                  |
| 4      | Jaroslav Katriňák KTM       | Jaroslav Katriňák KTM       | Josef Macháček Yamaha | Josef Macháček Yamaha | Māris Saukāns Oscar          | José Luis Monterde Schlesser | Gerard de Rooy Iveco              | Firdaus Zaripovich Kabírov Kamaz |
| 5      | Alexsey Kolomytsyn KTM      | Jaroslav Katriňák KTM       | Josef Macháček Yamaha | Josef Macháček Yamaha | Nicolas Gibon Bowler         | José Luis Monterde Schlesser | Hans Stacey MAN                   | Hans Stacey MAN                  |
| 6      | Jaroslav Katriňák KTM       | Jaroslav Katriňák KTM       | ?                     | Josef Macháček Yamaha | José Luis Monterde Schlesser | José Luis Monterde Schlesser | Gerard de Rooy Iveco              | Gerard de Rooy Iveco             |
| 7      | Afgelast                    | Jaroslav Katriňák KTM       | Afgelast              | Josef Macháček Yamaha | Afgelast                     | José Luis Monterde Schlesser | Afgelast                          | Gerard de Rooy Iveco             |
| 8      | Pål Anders Ullevålseter KTM | Jaroslav Katriňák KTM       | ?                     | Josef Macháček Yamaha | François Delecour SMG        | José Luis Monterde Schlesser | Vladimir Gennádevich Chágin Kamaz | Gerard de Rooy Iveco             |
| 9      | Alexsey Kolomytsyn KTM      | Jaroslav Katriňák KTM       | ?                     | Josef Macháček Yamaha | François Delecour SMG        | José Luis Monterde Schlesser | Hans Stacey MAN                   | Gerard de Rooy Iveco             |
| 10     | Jaroslav Katriňák KTM       | Jaroslav Katriňák KTM       | ?                     | Josef Macháček Yamaha | François Delecour SMG        | José Luis Monterde Schlesser | Hans Stacey MAN                   | Gerard de Rooy Iveco             |
| 11     | Pål Anders Ullevålseter KTM | Jaroslav Katriňák KTM       | Josef Macháček Yamaha | Josef Macháček Yamaha | José Luis Monterde Schlesser | José Luis Monterde Schlesser | Hans Bekx DAF                     | Hans Stacey MAN                  |
| 12     | Jaroslav Katriňák KTM       | Jaroslav Katriňák KTM       | Josef Macháček Yamaha | Josef Macháček Yamaha | Eric Vigouroux Chevrolet     | José Luis Monterde Schlesser | Hans Stacey MAN                   | Hans Stacey MAN                  |
| 13     | Pål Anders Ullevålseter KTM | Jaroslav Katriňák KTM       | Josef Macháček Yamaha | Josef Macháček Yamaha | José Luis Monterde Schlesser | José Luis Monterde Schlesser | Hans Stacey MAN                   | Hans Stacey MAN                  |
| 14     | Jaroslav Katriňák KTM       | Jaroslav Katriňák KTM       | Josef Macháček Yamaha | Josef Macháček Yamaha | Matthias Kahle Honda         | José Luis Monterde Schlesser | Mathias Behringer MAN             | Hans Stacey MAN                  |
| 15     | Alexsey Kolomytsyn KTM      | Jaroslav Katriňák KTM       | Josef Macháček Yamaha | Josef Macháček Yamaha | Matthias Kahle Honda         | José Luis Monterde Schlesser | Hans Bekx DAF                     | Hans Stacey MAN                  |
| 16     | Geen klassementsproef       | Jaroslav Katriňák KTM       | Geen klassementsproef | Josef Macháček Yamaha | Geen klassementsproef        | José Luis Monterde Schlesser | Geen klassementsproef             | Hans Stacey MAN                  |

### Eindklassement
| Motoren                                  | Motoren                                     | Motoren   | Motoren  | Quads | Quads                                                             | Quads    | Quads    | Auto's | Auto's                                                                        | Auto's   | Auto's   | Trucks | Trucks                                                               | Trucks   | Trucks   |
| Pos.                                     | Coureur                                     | Tijd      | Verschil | Pos.  | Coureur                                                           | Tijd     | Verschil | Pos.   | Coureur                                                                       | Tijd     | Verschil | Pos.   | Coureur                                                              | Tijd     | Verschil |
| ---------------------------------------- | ------------------------------------------- | --------- | -------- | ----- | ----------------------------------------------------------------- | -------- | -------- | ------ | ----------------------------------------------------------------------------- | -------- | -------- | ------ | -------------------------------------------------------------------- | -------- | -------- |
| Goud                                     | Jaroslav Katriňák KTM 690 Rally Replica     | 36:38:24  | -        | Goud  | Josef Macháček Yamaha YFZ Special                                 | 53:01:22 | -        | Goud   | José Luis Monterde Jean-Marie Lurquin Schlesser DSC16                         | 35:35:35 | -        | Goud   | Hans Stacey Charly Gotlib Bernard der Kinderen MAN TGA 18.480 4×4 BB | 44:30:56 | -        |
| Zilver                                   | Pål Anders Ullevålseter KTM 690             | 37:04:06  | 00:25:42 |       |                                                                   |          |          | Zilver | Nicolas Gibon Antoine Gibon Bowler Wildcat 200                                | 39:41:24 | 04:05:49 | Zilver | Pep Vila Roca Moisès Torrallardona Mercedes-Benz 1844-AK             | 47:36:44 | 03:05:48 |
| Brons                                    | Alexsey Kolomytsyn KTM 690 Rally            | 38:22:44  | 01:44:20 | Brons | Matthias Kahle Thomas Schünemann Honda Buggy                      | 39:51:31 | 04:15:56 | Brons  | Hans Bekx Tony Maessen Johan van de Ven DAF FAV CF 75.530                     | 49:02:13 | 04:31:17 |        |                                                                      |          |          |
| 4                                        | Fabrizio Mugnaioli KTM 690 Rally            | 40:00:17  | 03:21:53 | 4     | Jérôme Pélichet Eugénie Decré Bowler Wildcat                      | 40:03:25 | 04:27:50 | 4      | Philippe Jacquot William Alcaraz Michel Didienne MAN VASP 7T620               | 53:03:42 | 08:32:46 |        |                                                                      |          |          |
| 5                                        | Marco Borsi KTM 690 Rally                   | 41:44:18  | 05:05:54 | 5     | Patrick Martin Jean Metz Bowler Wildcat 200                       | 44:15:34 | 08:39:59 | 5      | Franz Echter Detlef Ruf Artur Klein MAN TGA 18.430 4×4 BB                     | 55:25:13 | 10:54:17 |        |                                                                      |          |          |
| 6                                        | Marcel Pronk Honda CRF 450X                 | 45:18:38  | 08:40:14 | 6     | Ronan Chabot Gilles Pillot Toyota Land Cruiser                    | 44:37:16 | 09:01:41 | 6      | Mathias Behringer Hugo Kupper Siegfried Schadl MAN M2000                      | 61:11:59 | 16:41:03 |        |                                                                      |          |          |
| 7                                        | Dominique Robin KTM 690 Rally               | 45:26:02  | 08:47:38 | 7     | Zhou Yong Sylvain Poncet Zhengzhou Pick-up                        | 46:37:41 | 11:02:06 | 7      | Giulio Verzeletti Antonio Cabini Mercedes-Benz Unimog 400                     | 64:19:42 | 19:48:46 |        |                                                                      |          |          |
| 8                                        | Dušan Randýsek Yamaha WRF                   | 45:32:41  | 08:54:17 | 8     | Māris Saukāns Didzis Zarins Oscar O3                              | 48:57:29 | 13:21:54 | 8      | Miroslav Zapletal Miloslav Janacek Martin Mikulenčák MAN TGA 18.480 4×4 BB    | 64:56:32 | 20:25:36 |        |                                                                      |          |          |
| 9                                        | Nicolas Boyer Honda XR                      | 46:05:52  | 09:27:28 | 9     | Étienne Smulevici Gilles Tixador SMG Buggy                        | 49:58:38 | 14:23:03 | 9      | Marco Piana Alain Multinu Yuriy Grebenyuk Mercedes                            | 80:29:38 | 35:58:42 |        |                                                                      |          |          |
| 10                                       | Jeremías Francisco Arredondo Gaitán KTM 690 | 46:12:19  | 09:33:55 | 10    | Gerard Dubuy Jehan-Godefroy De France de Tersant Nissan Springbok | 53:34:39 | 17:59:04 | 10     | Antonius Van De Haterd Marc van den Berg Willem Noorman MAN M2000 18.284 LAEC | 84:49:44 | 40:18:48 |        |                                                                      |          |          |
| Nederlanders en Belgen buiten de top 10: |                                             |           |          |       |                                                                   |          |          |        |                                                                               |          |          |        |                                                                      |          |          |
| 14                                       | Ragnar Katerbau KTM 660 Rally               | 49:44:43  | 13:06:19 |       |                                                                   |          |          | 23     | Niek Goverts Chris Somsen Land Rover Discovery                                | 66:29:48 | 30:54:13 | 11     | Pascal de Baar Ronald Happel Wouter de Graaff GINAF M2223            | 87:39:40 | 43:08:44 |
| 23                                       | Eric Palante Honda CRF 450X                 | 57:47:22  | 21:08:58 |       |                                                                   |          |          |        |                                                                               |          |          |        |                                                                      |          |          |
| 31                                       | Stéphane Charlier KTM 690 Rally             | 99:29:21  | 62:50:57 |       |                                                                   |          |          |        |                                                                               |          |          |        |                                                                      |          |          |
| 32                                       | Bob Coerse KTM 525 EXC                      | 102:06:01 | 65:27:37 |       |                                                                   |          |          |        |                                                                               |          |          |        |                                                                      |          |          |

#### Alternatieve Klassementen
| Goud                                    | Alexsey Kolomytsyn KTM 690 Rally            | 38:22:44  | -        | Goud   | Ronan Chabot Gilles Pillot Toyota Land Cruiser    | 44:37:16 | -        | Goud | Ronn Bailey Kellon Walch Chevrolet Jimco | 89:47:52 | - |
| Zilver                                  | Marcel Pronk Honda CRF 450X                 | 45:18:38  | 06:55:54 | Zilver | Christian Barbier Odile Barbier Mitsubishi Pajero | 63:16:07 | 18:38:51 |      |                                          |          |   |
| Brons                                   | Dominique Robin KTM 690 Rally               | 45:26:02  | 07:03:18 | Brons  | Jean-Louis Juchault Xavier Rolet Toyota KDJ 120   | 64:07:08 | 19:29:52 |      |                                          |          |   |
| 4                                       | Dušan Randýsek Yamaha WRF                   | 45:32:41  | 07:09:57 |        |                                                   |          |          |      |                                          |          |   |
| 5                                       | Jeremías Francisco Arredondo Gaitán KTM 690 | 46:12:19  | 07:49:35 |        |                                                   |          |          |      |                                          |          |   |
| Nederlanders en Belgen buiten de top 5: |                                             |           |          |        |                                                   |          |          |      |                                          |          |   |
| 9                                       | Ragnar Katerbau KTM 660 Rally               | 49:44:43  | 11:21:59 |        |                                                   |          |          |      |                                          |          |   |
| 18                                      | Stéphane Charlier KTM 690 Rally             | 99:29:21  | 61:06:37 |        |                                                   |          |          |      |                                          |          |   |
| 19                                      | Bob Coerse KTM 525 EXC                      | 102:06:01 | 63:43:17 |        |                                                   |          |          |      |                                          |          |   |

## Overleden
- In de 5e etappe van de rally overleed Xu Ling. De Chinese rijder was gestopt bij een andere auto die vastzat. De trekkabel brak af en raakte Xu hard in het gezicht. Hij werd nog naar een ziekenhuis gebracht maar overleed enkele dagen later.
- In de 6e etappe van de rally overleed Philippe Tonin. De truck van Kamaz rijder Vladimir Gennádevich Chágin raakte de motor van Philippe. Hij werd aangereden en overleed, ondanks dat medische hulp binnen enkele minuten bij het ongeval ter plaatse was. De trucks van Kamaz trokken zich door dit ongeval terug uit de race.

## Trivia
- Dit is de enige editie van de rally. Er waren origineel plannen om een 2e editie te verrijden in 2009. Dit ging uiteindelijk niet door. Ter vervanging werd in 2009 de 1e Silk Way Rally verreden.
- 82 van de 140 voertuigen bereiken de finish, en dat is 58,6%.
- De Nederlandse inschrijvingen bestonden uit 4 motoren, 2 auto's en 6 trucks, 12 equipes in totaal. Hiervan bereikten 3 motoren, 1 auto en 4 trucks, 8 equipes in totaal de finish en dat is 66,7%.

## Opmerkingen
1. ↑  Marathon: Motoren met motor tot 450cc waarvan bepaalde onderdelen niet mogen worden vervangen
2. ↑  T2: Cross-Country Auto's
3. ↑  OP2: Auto's die zwaarder zijn dan 2.8 ton en minder dan 2,2 m breed